# Kimi Räikkönen
Kimi-Matias Räikkönen (Espoo, Finlandia; 17 de octubre de 1979) es un piloto de automovilismo finlandés. Desde 2001 hasta 2009, y de 2012 hasta 2021 compitió en Fórmula 1. Apodado «The Iceman», es considerado como uno de los mejores pilotos de su generación. Fue campeón del Campeonato Mundial de Fórmula 1 en 2007 con la escudería Ferrari, subcampeón en 2003 y 2005 con el equipo McLaren, y tercero en 2008, 2012 y 2018. A lo largo de su carrera ganó 21 Grandes Premios, comenzó 18 grandes premios en pole position, y es el tercer piloto con más carreras comenzadas de la historia de la categoría (349), por detrás de Lewis Hamilton y Fernando Alonso. Es el tercer piloto con más vueltas rápidas de la historia de la Fórmula 1 (46), por detrás de Michael Schumacher y Lewis Hamilton. 
Tras la temporada 2009, el piloto cambió de disciplina para competir en el Campeonato Mundial de Rally para Citroën. Allí logró un quinto en el Rally de Turquía de 2010 como mejor resultado. El finlandés terminó en el décimo lugar del campeonato de pilotos de 2010 y 2011. Räikkönen, Carlos Reutemann, Heikki Kovalainen, y Robert Kubica son los únicos pilotos en la historia de Fórmula 1 que han conseguido sumar puntos en el Campeonato del Mundo de Rally.
Posterior a su retiro de Fórmula 1, Räikkönen anunció su fichaje en 2022 por el equipo Trackhouse Racing Team para disputar la Copa NASCAR.
Es, además, uno de los cuatro pilotos que han debutado en Ferrari con victoria en la primera carrera (junto con Mario Andretti, Nigel Mansell y Fernando Alonso).
Su estilo de conducción suave, preciso y basado en movimientos mínimos y progresivos del volante, caracterizado por una sensibilidad excepcional al balance y puesta a punto del auto, le permitió conservar neumáticos y mantener un ritmo competitivo incluso en condiciones adversas. Fue especialmente fuerte en circuitos rápidos como Spa-Francorchamps (tercer piloto con más victorias) y Suzuka, donde su control y temple brillaban, además de destacarse en recordadas actuaciones bajo lluvia intensa. Los ingenieros de las escuderías en las que participó valoraron la claridad y precisión de sus comentarios técnicos sobre el vehículo. Esta combinación de técnica depurada, rápida adaptabilidad, sensibilidad técnica, serenidad y bajo perfil mediático lo convirtió en uno de los pilotos más respetados, admirados y recordados de su generación.

## Biografía
El finés se casó en el año 2004 con la modelo Jenni Dahlman, pero se divorciaron en 2014.En 2016 se volvió a casar, esta vez con la también modelo Minna-Mari Virtanen, con la cual tiene tres hijos.
Su hermano Rami Räikkönen también fue piloto automovilístico.

## Carrera

### Inicios
Kimi Räikkönen se inició en el automovilismo en competiciones nacionales e internacionales de karting a la edad de diez años, antes de subirse a un coche de carreras en 1999. Allí, Räikkönen compitió en cuatro carreras para el equipo Haywood. También participó en la Eurocopa de Fórmula Ford, donde fue quinto, y después fichó por Manor Motorsport, equipo con el que ganó las cuatro carreras que disputó y se alzó con el título en las series de invierno de la Fórmula Ford.
En 2000, participó en el campeonato Renault británico, donde ganó el título con relativa facilidad después de conseguir siete victorias en las diez pruebas disputadas, subiendo en todas al podio y, además, consiguiendo siete poles y seis vueltas rápidas. Durante ese año, también compitió en la Fórmula Renault, campeonato en el que logró dos victorias, dos poles y dos vueltas rápidas.
Para entonces, el piloto había ganado trece de las veintitrés carreras que había disputado, una noticia que llegó hasta Peter Sauber, que no dudó en ficharlo sabiendo que dentro de unos años los grandes se matarían por él y que de momento no llamaba mucho la atención.

### Primera etapa en Fórmula 1

#### Sauber

##### 2001: Debut en Fórmula 1 con Sauber
Peter Sauber se sorprendió del talento y rapidez de Kimi y le concedió una prueba para septiembre de 2000. Tras varios tests en Barcelona y Jerez, la escudería Sauber decidió ficharlo para el campeonato de 2001 como piloto titular, a pesar de solo haber participado en 23 carreras, sin haber pasado previamente por la Fórmula 3 o la Fórmula 3000. En cualquier caso, la FIA le concedió la superlicencia necesaria teniendo en cuenta las buenas actuaciones que había tenido en las pruebas con el equipo.
La carrera de Räikkönen en la Fórmula 1 comenzó en el Gran Premio de Australia de 2001, en el que consiguió un punto tras quedar sexto. Así, el finlandés se unía al selecto club de pilotos que lograban puntuar en su debut, como Alain Prost. En su temporada de debut obtuvo nueve puntos y, junto con su compañero de escudería Nick Heidfeld, ayudó al equipo Sauber a conseguir la cuarta posición general en el campeonato de constructores. Su actuación en 2001 no pasó inadvertida y McLaren lo eligió para ocupar el lugar que dejaba el doble campeón y también finlandés Mika Häkkinen, quien se retiró al finalizar el campeonato 2001.

#### McLaren

##### 2002: Llegada a McLaren

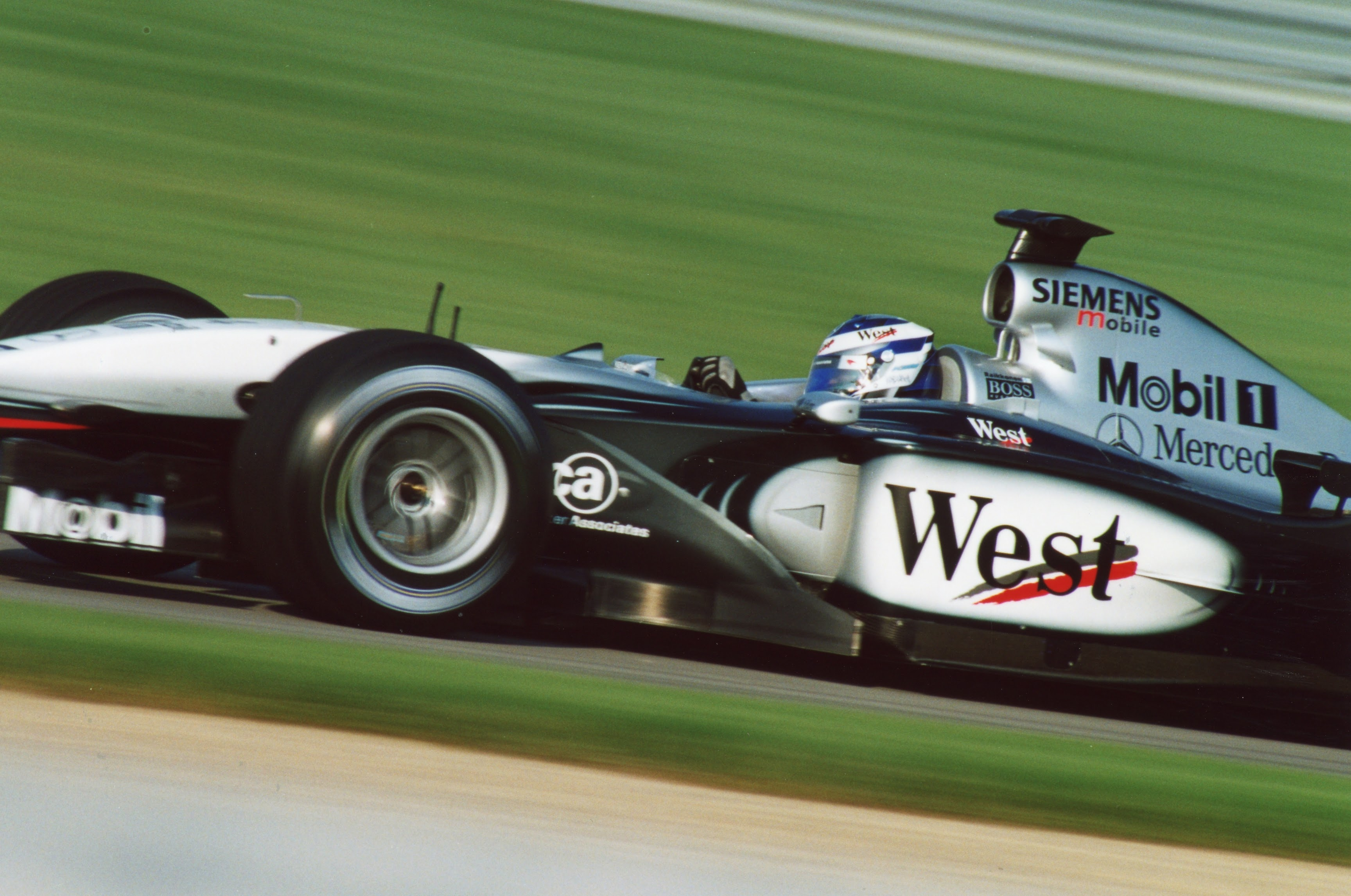
Kimi Räikkönen al volante de su MP4-17 durante la disputa del Gran Premio de los Estados Unidos de 2002

La temporada 2002 de Fórmula 1 comenzó esperanzadora, con un tercer puesto en la carrera de su debut con McLaren en Australia. Al término de la temporada fue finalmente sexto, con tres podios más, logrados en Europa, Francia y Japón. También pudo haber ganado el Gran Premio Francés, de no ser por una salida de pista que tuvo a pocas vueltas del final.Kimi acabó por detrás de su compañero de equipo, con un total de 24 puntos por 41 del escocés David Coulthard en la clasificación, y quedando su escudería tercera en el campeonato de constructores. Fue un año un tanto agridulce para él, ya que en 17 carreras sumó once abandonos, 6 de ellos debidos a roturas de motor.

##### 2003: primera victoria y subcampeonato
En la temporada 2003, el finlandés se convirtió en subcampeón del mundo, por detrás de Michael Schumacher, quien logró noventa y tres puntos, dos más que Räikkönen.

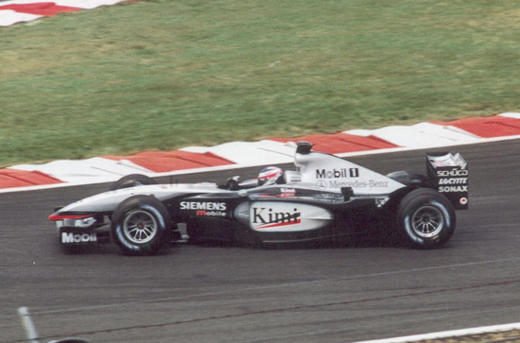
Räikkönen durante el Gran Premio de Francia de 2003.

Fue en esta temporada cuando el finlandés ganó su primera carrera, el Gran Premio de Malasia de 2003, pero no solo este premio le bastó. Se convirtió en un asiduo del podio, consiguiendo 10 en la temporada, pese a que su monoplaza (el MP4-17D) no era más que una simple evolución de su predecesor. Superó claramente a su compañero de equipo y solo la mala suerte le privó de un posible Campeonato del Mundo. Su escudería, McLaren, terminó en tercer lugar, a dos puntos de la segunda, Williams.

##### 2004
En la temporada 2004 de Fórmula 1, el McLaren no estuvo al nivel esperado y decepcionó en las primeras carreras de 2004. Räikkönen fue séptimo, con 45 puntos, habiendo conseguido cuatro podios y una espectacular victoria en el Gran Premio de Bélgica. La escudería anglogermana, por su parte, obtuvo la quinta plaza en el campeonato de constructores, resultado muy por debajo de sus expectativas, las cuales eran que Räikkönen lograse, por lo menos, luchar por el campeonato en el que arrasaron Ferrari y Michael Schumacher.

##### 2005: nuevamente subcampeón

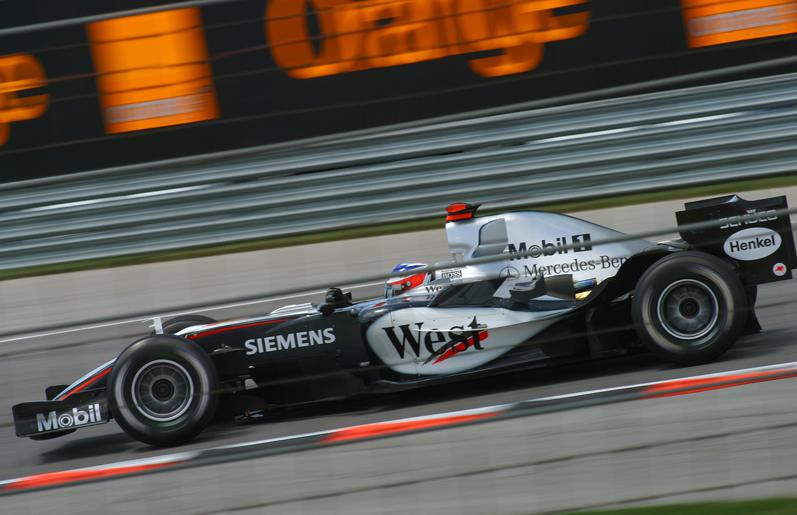
Räikkönen en el Gran Premio de los Estados Unidos de 2005. No pudo participar en la carrera por problemas de seguridad en los neumáticos Michelin.

En la temporada 2005 de Fórmula 1, Räikkönen volvió a luchar por el título, proclamándose de nuevo subcampeón. Kimi no pudo refrendar un gran año coronándose campeón debido de nuevo a los graves problemas de fiabilidad de su coche. Fernando Alonso logró finalmente el campeonato, con una ventaja de 21 puntos sobre el finés. Räikkönen ganó siete Grandes Premios (España, Mónaco, Canadá, Hungría, Turquía, Bélgica y Japón), los mismos que Alonso. Kimi igualó los récords de victorias sin ganar el campeonato (7, como Alain Prost y Michael Schumacher) y de 10 vueltas rápidas en un Mundial (también empatado con Schumacher). Cabe destacar su impresionante carrera en Japón, donde, partiendo 17.º, consiguió tras una remontada hasta la última vuelta, en la que adelantó a Giancarlo Fisichella, ganar el Gran Premio. Posiblemente esta actuación haya sido la mejor de su carrera deportiva en Fórmula 1, permitiéndose el lujo de derrotar en la misma a pilotos ilustres como Fernando Alonso, Michael Schumacher, Giancarlo Fisichella o el británico Jenson Button.
McLaren, que había contratado como segundo piloto al colombiano Juan Pablo Montoya en sustitución de David Coulthard no consiguió el campeonato de constructores debido a la mala suerte del latino en los últimos compases de Turquía o Spa. Aun así, quedó a nueve puntos de la escudería francesa Renault.

##### 2006: Último año en McLaren

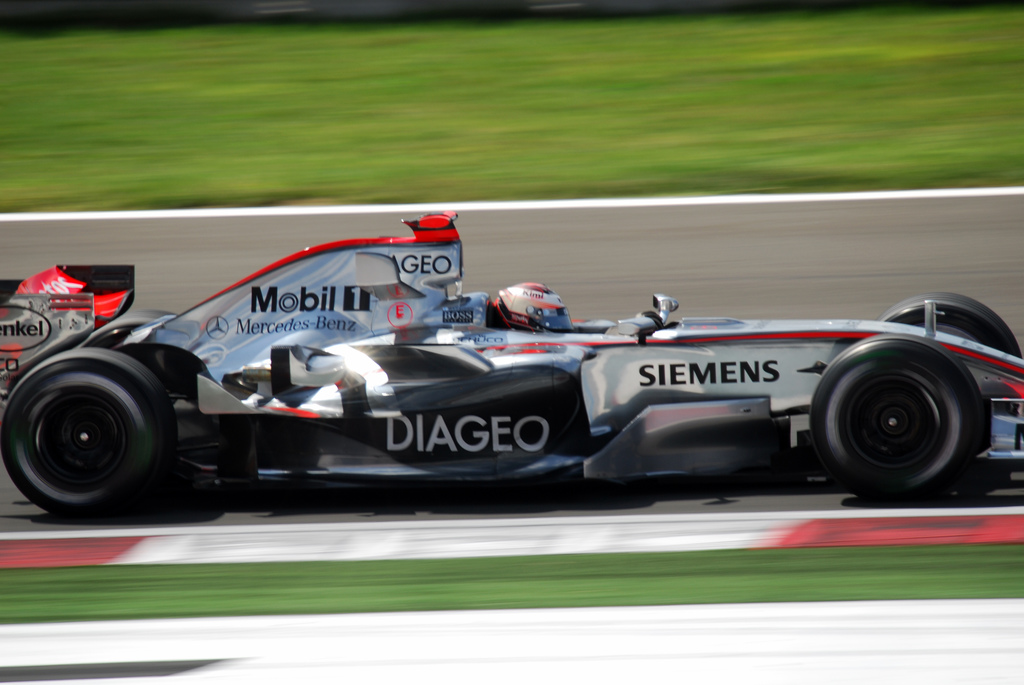
Kimi durante Gran Premio de Turquía de 2006.

La temporada 2006 fue dura para Kimi. El monoplaza de McLaren del año (MP4-21) no fue nada competitivo, muy lejos de los Renault y Ferrari, con un motor bastante mediocre, además de ser poco fiable, lo cual impidió al finés ganar alguna carrera en la temporada. Tampoco lo consiguieron sus compañeros de equipo Juan Pablo Montoya y Pedro Martínez de la Rosa, siendo así la primera vez en diez años que McLaren no ganaba ninguna carrera.
Finalmente, tras conseguir varias poles y algunos podios, quedó quinto en el Campeonato del Mundo, por detrás de los pilotos de Ferrari y Renault.

#### Ferrari

##### 2007: Fichaje por Ferrari y campeón mundial
En esta temporada, Kimi se incorpora al equipo Ferrari, sustituyendo al siete veces campeón del mundo Michael Schumacher. Como compañero de filas tiene al brasileño Felipe Massa.

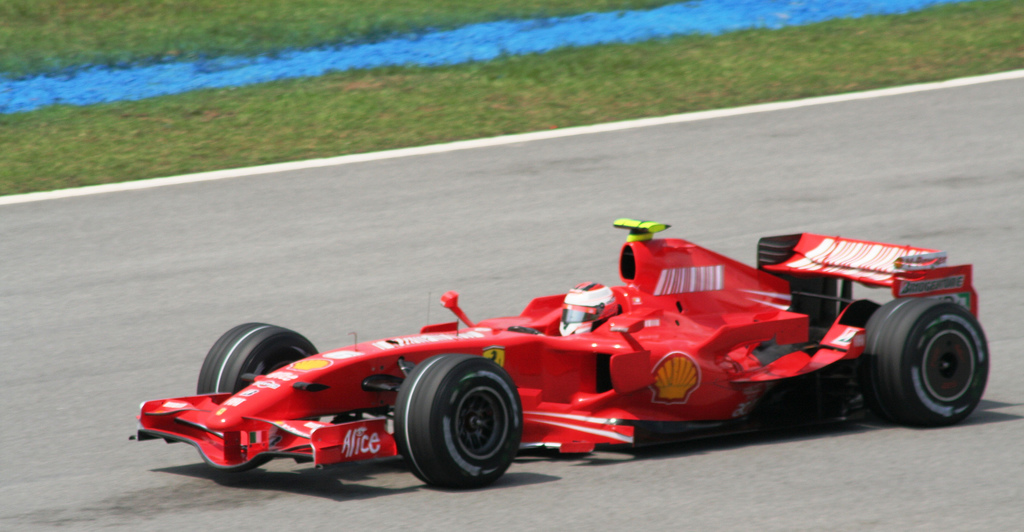
Kimi en el Gran Premio de Malasia al bordo de su F2007

En su primer Gran Premio con el equipo Ferrari, el Gran Premio de Australia de 2007, Kimi Räikkönen salió en primera posición por delante de Fernando Alonso para ganar la carrera, consiguiendo el triplete por primera vez en su carrera y colocándose así como primer líder de la temporada. Era la tercera vez que un piloto ganaba en su debut en Ferrari tras Mario Andretti en 1971 y Nigel Mansell en 1989; asimismo, fue el primer hombre que logró el triplete en su debut en la Scuderia desde que Juan Manuel Fangio lo lograra en 1956. En el segundo y tercer Gran Premio, los de Malasia y de Baréin, Kimi acabó en tercer lugar detrás del británico Hamilton y de Massa, quien fue el ganador de la carrera; llegando a liderar el campeonato junto con Fernando Alonso y Lewis Hamilton, los tres igualados a 22 puntos. La cuarta carrera fue el Gran Premio de España de 2007, donde Räikkönen se vio forzado a abandonar a causa de un fallo eléctrico en su monoplaza. Ferrari aceptó en una entrevista las fallas en el apoyo al piloto finlandés.
Tras acabar 8.º en Montecarlo tras un error el sábado, en la gira americana no logra grandes resultados (un quinto en Canadá y un cuarto en EE. UU) por lo que incluso llegan a difundirse rumores de que Ferrari le había lanzado un ultimátum, ya que en teoría tenía más posibilidades de ganar el Mundial que Massa, y no estaba respondiendo con sus resultados.
Al volver a Europa, se asegura la victoria en los Grandes Premios de Francia y Gran Bretaña, realizados en Magny-Cours y Silverstone respectivamente. Debido a un problema con su caja de cambios, se vio obligado a retirarse en el Gran Premio de Europa cuando iba tercero por detrás de Fernando Alonso. En los Grandes Premios de Hungría y Turquía, queda segundo, por detrás de Lewis Hamilton y Felipe Massa, respectivamente. En el Gran Premio de Italia de 2007, él y su compañero Felipe Massa parten como favoritos pero se ven sorprendidos desde el principio por el rendimiento de los McLaren. Räikkönen tuvo que usar el tercer coche debido a un fuerte accidente en los libres y finalizó tercero tras los dos McLaren.
Ganó por tercera vez consecutiva el Gran Premio de Bélgica, cuarta victoria en la temporada, habiendo obtenido la pole. En Japón, bajo la lluvia, retrocede a las últimas posiciones, pero remonta hasta el tercer lugar. En el Gran Premio de China logra quitarle la primera posición a Hamilton y luego el inglés tiene que abandonar tras quedarse parado en la puzolana justo en la entrada de los boxes. Räikkönen queda primero por delante de Fernando Alonso y Felipe Massa, en la que fue la victoria número 200 de la Ferrari y el 600.º podio en la F1.

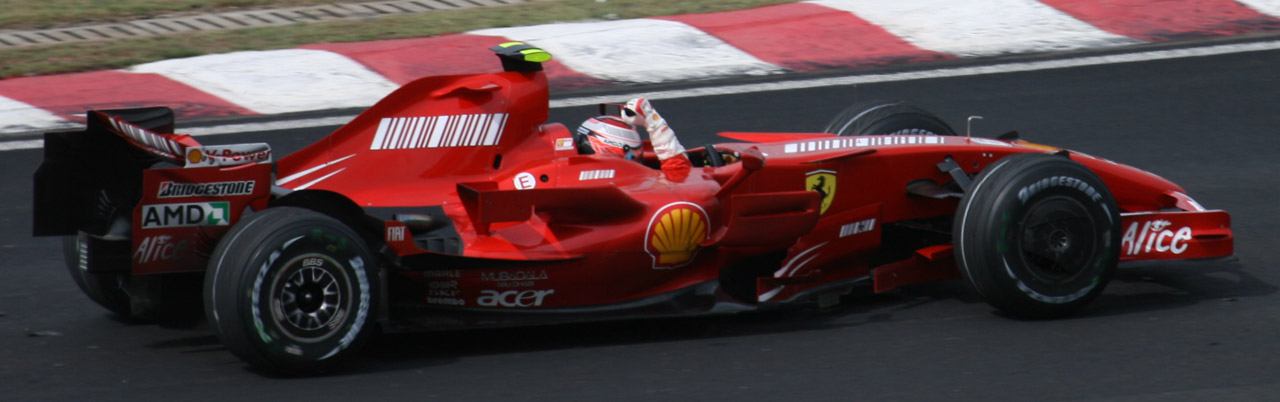
Räikkönen ganó el Gran Premio de Brasil y el campeonato mundial de 2007

Finalmente, en el Gran Premio de Brasil, Räikkönen se alzó campeón, quedando primero en la carrera seguido de su compañero de equipo Felipe Massa y de Fernando Alonso, mientras que Lewis Hamilton acabó en séptima posición. Así, el finlandés logró vencer el campeonato con ciento diez puntos, frente a los ciento nueve de Hamilton y Alonso. Räikkönen se convirtió así en el tercer piloto en ganar el Mundial después de llegar tercero a la última carrera, emulando a Giuseppe Farina en 1950 y a James Hunt en 1976. También logró ganar seis Grandes Premios en su debut con Ferrari, superando la marca de Alain Prost de 5 en 1990. Asimismo, es el tercer piloto de la escudería italiana que gana el campeonato en su primer año (después de Juan Manuel Fangio y de Jody Scheckter).

##### 2008: tercero, por detrás de Massa
En la primera carrera de la temporada, el Gran Premio de Australia, Kimi no pudo pasar de la Q2 por problemas con la bomba de gasolina. Tras hacer una buena salida y colocarse séptimo, Räikkönen cometió algunos errores, y finalmente acabó rompiendo el motor, aunque sumó un punto gracias a la descalificación de Rubens Barrichello. Este fue el peor debut de Ferrari en una temporada de F1 desde 1992, al abandonar sus dos monoplazas.

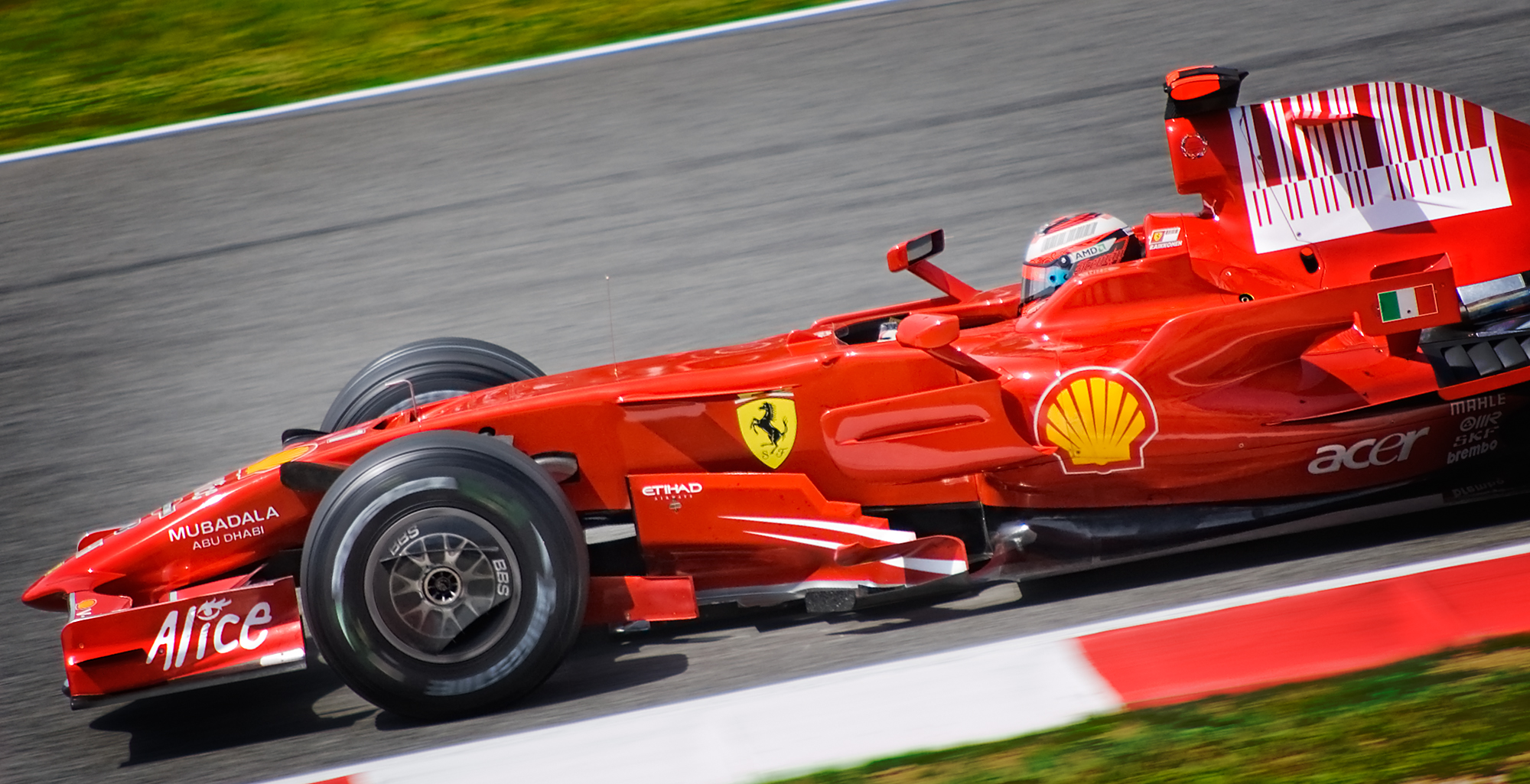
Räikkönen obtuvo su segundo triplete de su vida en el Gran Premio de España.

En la segunda carrera de la temporada, el Gran Premio de Malasia, largó segundo detrás de su compañero de equipo Felipe Massa pero forzó en el momento oportuno y logró batirle sin problemas y llevarse la carrera con un ritmo impecable. Para desgracia de Massa, tuvo que abandonar tras hacer un trompo y quedarse varado en la puzolana. El piloto finés ganó la carrera y se situó segundo en la clasificación, a tres puntos de Lewis Hamilton, líder con 14 puntos. En la siguiente carrera, Gran Premio de Baréin, Kimi fue segundo y se puso líder del Mundial. En el Gran Premio de España, Räikkönen se adjudica la pole tras un duelo apretadísimo con el bicampeón del mundo Fernando Alonso, mientras que en la carrera venció sin apenas oposición, consiguiendo de esta manera el triplete: pole, vuelta rápida y victoria. En Estambul, Kimi remonta después de salir cuarto y adelantarle Alonso y acaba en el podio, el número 52 de su carrera y superando así a su compatriota Mika Häkkinen, que contaba con 51.
Sin embargo, en el GP de Mónaco, Kimi tiene muchos problemas, cosa que combinada con un error le hacen perder el liderato del Mundial. En Canadá, Räikkönen es embestido por Hamilton cuando era primero a la salida de boxes y se vuelve a quedar sin puntuar.

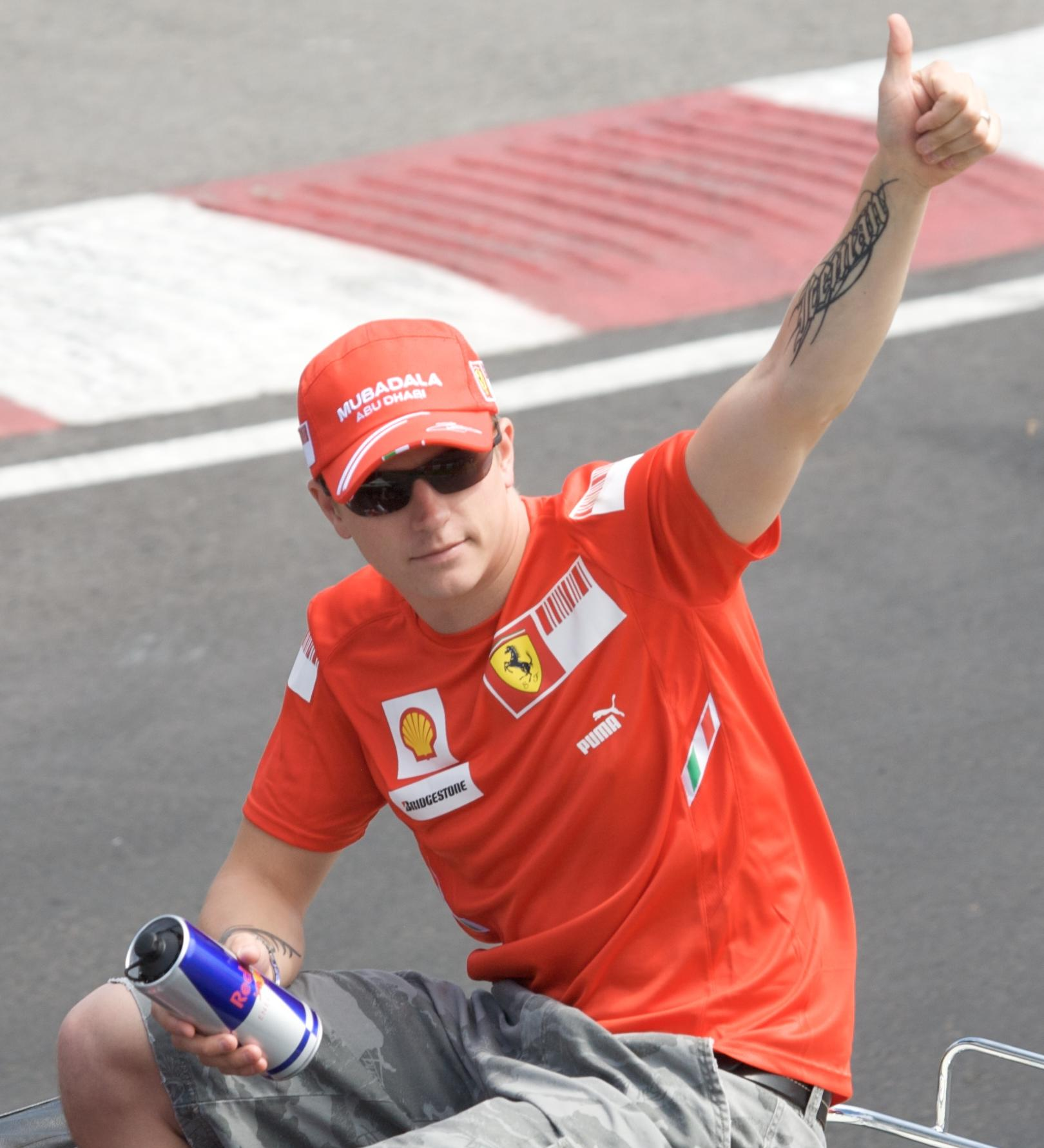
Räikkönen en el Gran Premio de Canadá

Tras estos fiascos, Räikkönen vuelve al podio en Francia, donde un problema con el tubo de escape le privó de la victoria. Aun así, se recordará esta carrera porque el finés logró la pole número 200 de Ferrari, su quinta vuelta rápida consecutiva y se quedó a solo un punto de obtener los 500 en la máxima categoría del automovilismo mundial. Dicha cifra fue superada en el Gran Premio de Gran Bretaña, donde el piloto finlandés remontó hasta la cuarta posición después de tener problemas con los neumáticos debido a un error del equipo sobre la meteorología. Además, obtuvo su sexta vuelta rápida consecutiva, quedándose a solo una del récord de Alberto Ascari (que data de 1953).
En Alemania, Kimi completa un flojo fin de semana, obteniendo solo tres puntos. Luego, en el Gran Premio de Hungría, el finlandés consigue acabar en tercera posición. Sin embargo, en Valencia, Kimi volvía a decepcionar. Tras salir en parrilla cuarto fue adelantado en la salida por su compatriota Heikki Kovalainen, arrancó antes de tiempo en boxes (haciendo daño a un mecánico), para terminar rompiendo una biela del motor a pocas vueltas del final. En el Gran Premio de Bélgica, Räikkönen realizó una muy buena carrera (se puso líder tras arrancar cuarto), pero la llegada de la lluvia en una dramática penúltima vuelta al límite con Hamilton hizo que el finlandés trompeara, impactara contra el muro y abandonara. Antes del Gran Premio de Italia, Ferrari confirmó la renovación de Kimi hasta 2010, por lo que sus pilotos no cambiarían por lo menos hasta 2011. Sin embargo, en Monza, el piloto finlandés vuelve a decepcionar al acabar 9.º y en Singapur, a falta de 4 vueltas y marchando 5.º, Kimi abandona al chocar en la curva 10, aunque pudo igualar el récord de diez vueltas rápidas de Michael Schumacher en 2004 y su propia marca de 2005.
La mala racha se acabó en los Grandes Premios de Japón, China y Brasil, en los que Räikkönen regresa al podio (3.º en las tres carreras), logrando acabar tercero en el mundial de pilotos. Por primera vez en su carrera deportiva, Kimi debió hacer el papel de segundo piloto en el final de temporada, siguiendo las órdenes de equipo e intentando ayudar a Massa (en lucha por el mundial de pilotos). En Shanghái cede su segunda posición al brasileño, y en Interlagos no se arriesga a adelantar a Alonso para asegurar el podio e impedir a Hamilton subir posiciones. No obstante, tras una dramática carrera, su compañero no pudo conseguir el preciado título y el equipo tuvo que conformarse con el mundial de constructores.

##### 2009: Año complicado

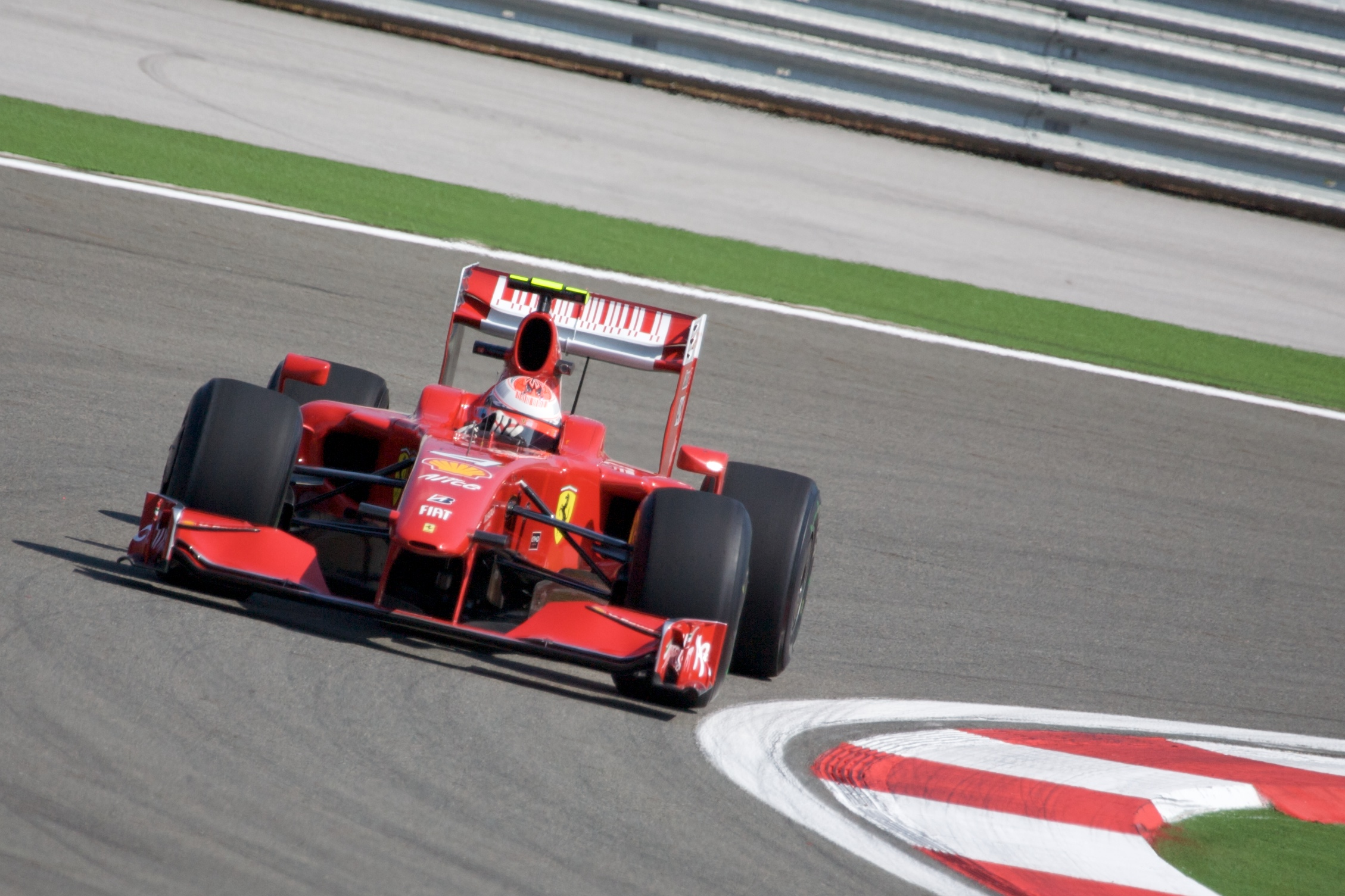
Kimi Räikkönen conduciendo el Ferrari F60 en Estambul, donde acabó 9.º.

Kimi Räikkönen pensaba, al igual que su compañero Felipe Massa, que 2009 iba a ser su año, pero él y su compañero completan uno de los peores arranques, al no puntuar en las primeras carreras con un Ferrari F60 que no era competitivo. Sin embargo, en las últimas pruebas mejoró sus prestaciones y Räikkönen se convierte en un habitual del podio.
En la carrera inaugural de Australia, Räikkönen se clasifica 7.º; pero en la carrera, a pocas vueltas de finalizar, golpea contra el muro su alerón y abandona, pero por completar el 90% de la carrera, termina 15.º. Su compañero rompió el motor, y Ferrari no obtuvo puntos en Melbourne. En el GP de Malasia, Räikkönen vuelve a clasificar 7.º; sin embargo, la carrera fue detenida por la lluvia y Räikkönen solo pudo ser 14.º.

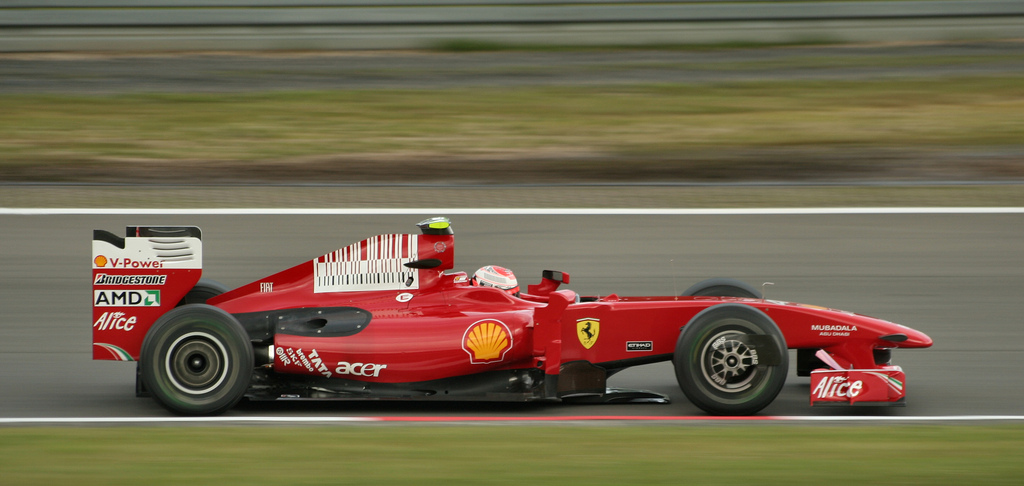
Räikkönen durante el Gran Premio de Alemania, en el que abandonó en la vuelta 34.

En China, Räikkönen se clasifica 8.º, remonta posiciones en carrera y llega a rodar 5.º, pero después pierde el agarre y tuvo que entrar a boxes, lo cual le hizo bajar 5 posiciones y terminar 10.º; su compañero abandonó. Esto fue un desastre para Ferrari, completando las 3 primeras carreras sin puntuar, cosa que no pasaba desde 1981, cuando Didier Pironi y Gilles Villeneuve no puntuaron en las 3 primeras carreras para Ferrari en esa temporada.
En Baréin, Kimi Räikkönen se clasifica 10.º, mientras que en la carrera avanza y acaba 6.º, consiguiendo 3 valiosos puntos (los primeros de su equipo). En el GP de España, Räikkönen fue eliminado en la Q1, mientras que en la carrera rompe el motor en la vuelta 17 y abandona. Sin embargo, Ferrari consiguió 3 puntos más con el 6.º puesto de Massa. Felipe iba 4.º, pero un error de cálculo al cargar combustible hizo que el brasileño redujera su ritmo y perdiera dos puestos. En Mónaco, Räikkönen nota la mejoría de su coche y consigue clasificarse 2.º, aunque en la carrera pierde un puesto en la salida al ser adelantado por Barrichello, y al final termina 3.º.
En Estambul, Räikkönen se clasifica 6.º, pero una mala estrategia le lleva a acabar 9.º. En Silverstone, Kimi clasificó en el noveno lugar. Mientras tanto en la carrera, al comienzo, Kimi llega a la 5.ª posición, pero por el tráfico, acaba 8.º, sumando un punto. En Nürburgring, Kimi clasifica 9.º en la parrilla, pero en carrera se toca con Sutil en la salida de boxes, y en la vuelta 34, debido al toque del piloto de Force India, Räikkönen tuvo que abandonar.
En Hungaroring, Kimi se clasifica 7.º. En la partida de la carrera se toca con Hamilton y Vettel; Sin embargo, no hubo sanción para Räikkönen, y termina 2.º, su 2.º mejor resultado de la temporada. En el Circuito urbano de Valencia, Kimi partía desde la 6.ª posición de la parrilla, pero tras una buena salida se colocó 4.º y aprovechó las paradas en boxes para adelantar a Kovalainen y finalizar la carrera en la 3.ª plaza, lo que significaba su segundo podio consecutivo, 3.ª de la temporada. En Spa, Kimi se clasificó 6.º en la parrilla de salida. Al arrancar la carrera, Räikkönen logra superar a Barrichello, que se quedó clavado. En la primera curva, Kimi se ve obligado a irse por la escapatoria, de la cual sale tercero tras Kubica, al que adelanta en la primera vuelta. Tras esto hay un accidente múltiple que obliga a salir al coche de seguridad; cosa que Kimi aprovecha para pegarse a Fisichella (que salía desde la pole) y adelantarlo gracias al KERS cuando se relanzó la carrera. De aquí a final de carrera, Kimi logra mantener la primera posición, con lo que logra su primera victoria del año y el cuarto podio de la temporada. Kimi es considerado El Rey de Spa por sus grandes carreras en el circuito, y por ganar cuatro veces casi seguidas (2004, 2005, 2007 y 2009). No ganó en 2008, por la sorpresa de la lluvia, que junto con Hamilton le hicieron tener un accidente en las 2 vueltas finales. Y en 2006, no se disputó el Gran Premio por reformas en el circuito.
En Monza, Kimi realizó una buena sesión de clasificación que le hizo partir desde la 3.ª posición. Era uno de los tres pilotos de la parrilla que decidieron ir a 2 paradas en vez de a una; junto a Hamilton y Sutil. En carrera adelantó a Sutil en la salida y comenzó su persecución a Hamilton. Tras las paradas en boxes, Kimi estaba en cuarta posición tras Barrichello y Button (que habían optado por una estrategia de una parada) y tras Hamilton (al que no había podido adelantar). Pero en la última vuelta, el piloto de McLaren sufrió un accidente, dejándole en bandeja a Kimi el tercer puesto, lo que significaba su 5.º podio de la temporada, el 4.º consecutivo. Esto acercaba a Kimi a tercer y cuarto puesto de la clasificación, ya que se quedaba a solo 14 puntos del tercero, Vettel y a 11.5 del cuarto, Webber. Sin embargo, el 20 de septiembre, el diario británico The Daily Mail sacó a la luz que Kimi podría llegar a un acuerdo con su vieja escudería, McLaren-Mercedes, para la próxima temporada. Con McLaren, Kimi fue dos veces subcampeón mundial (2003 con 91 puntos y 2005 con 112 puntos).
En Marina Bay, Kimi no tuvo un buen fin de semana, no tuvo buenos resultados en los entrenamientos libres; en la clasificación fue eliminado de Q2, clasificando 12.º. En la carrera, no logra subir posiciones y mantuvo el mismo lugar, pero más adelante, iba 7.º tras un incidente de Adrian Sutil y Nick Heidfeld. Después de su 2.º repostaje, salió 12.º, pero con el abandono de Mark Webber y el "drive through" de Nico Rosberg, Kimi logró posicionarse 10.º, a 2 segundos de Kazuki Nakajima y a 3 de Robert Kubica. Sin embargo, Kimi no pudo ganar más posiciones y terminó 10.º.
En Suzuka, se confirma oficialmente la llegada de Fernando Alonso a Ferrari para la próxima temporada 2010, lo que dejaba virtualmente a Kimi sin volante. Tras una accidentada clasificación, Kimi logra clasificarse 8.º. En la carrera sube hasta la quinta posición, acabando finalmente por delante de Nick Heidfeld y de Nico Rosberg (cuarto). En el Interlagos, Räikkönen se clasifica 5.º, pero en la carrera se "toca" con Adrian Sutil en la entrada a la primera curva; y luego, al intentar adelantar a Mark Webber, este le cierra y contacta con el neumático trasero izquierdo del Red Bull, rompiendo parte de su alerón delantero. Eso le obligó a entrar a boxes en la siguiente vuelta junto con Heikki Kovalainen. Entonces, el piloto de McLaren cometió el error de salir del pit con la manguera de gasolina aún puesta, lo que hizo que esta se desprendiera y rociara el suelo con el combustible, y al pasar Kimi sobre el charco formado la temperatura del motor de su Ferrari hizo que se produjera un pequeño incendio que, aunque no fue grave y no incitó su abandono, le afectó bastante (ya que parte de la gasolina rociada cayó sobre los ojos del piloto, provocándole ardor y picazón). Räikkönen volvió a la pista en la 15.ª posición, lo que hizo suponer que su carrera estaba completamente arruinada, pero a pesar de todo el finlandés remontó posiciones hasta la 6.ª ubicación final, sumando valiosos tres puntos y demostrando que es un gran piloto y que logra sobreponerse a las situaciones más adversas.
En Abu Dabi, quería despedirse de la escudería de una buena forma, pero en la clasificación no puede entrar en la Q3, y en carrera, lo adelanta Heikki Kovalainen, y termina 12.º.

### Rally

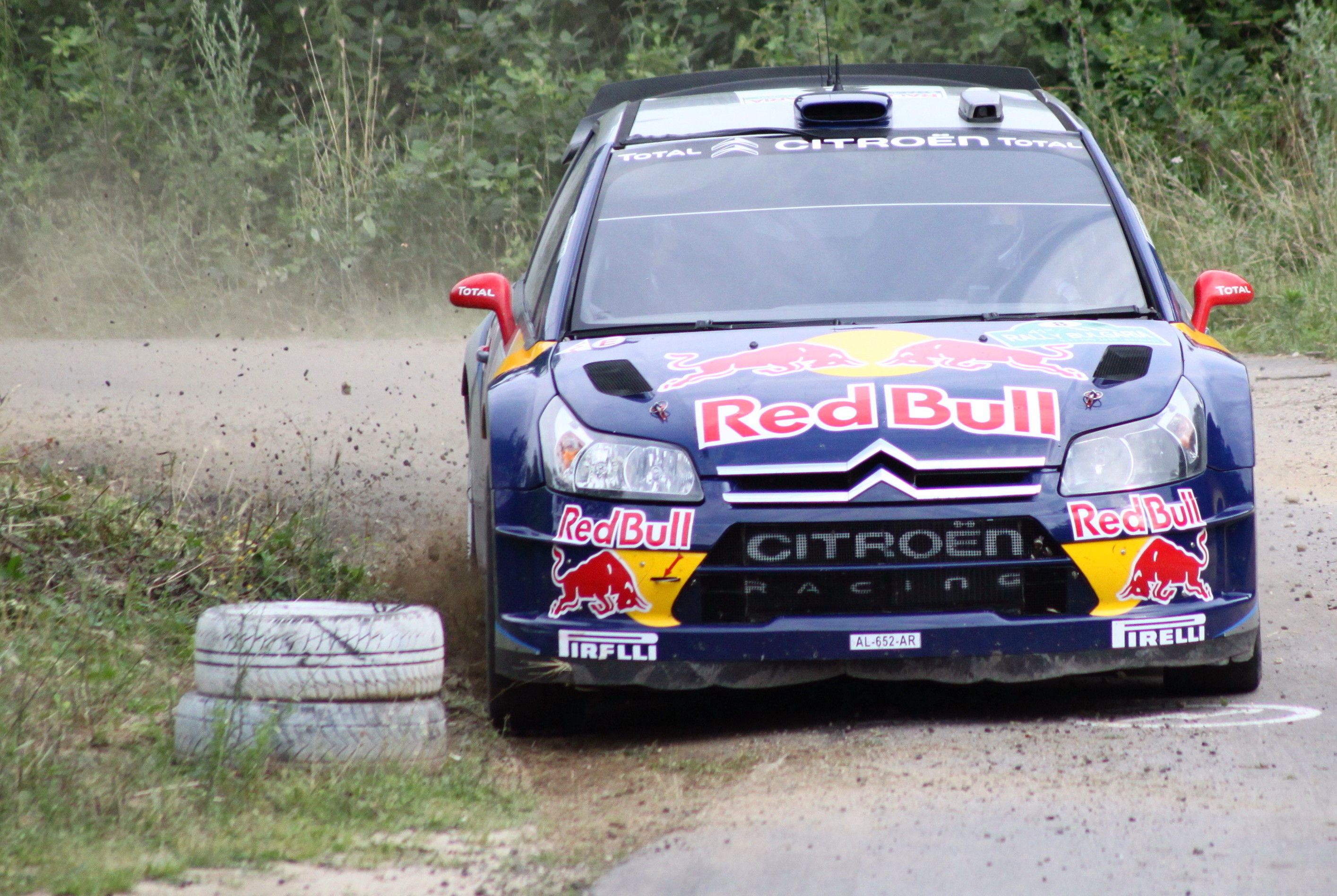
Räikkönen en el Rally de Bulgaria de 2010.

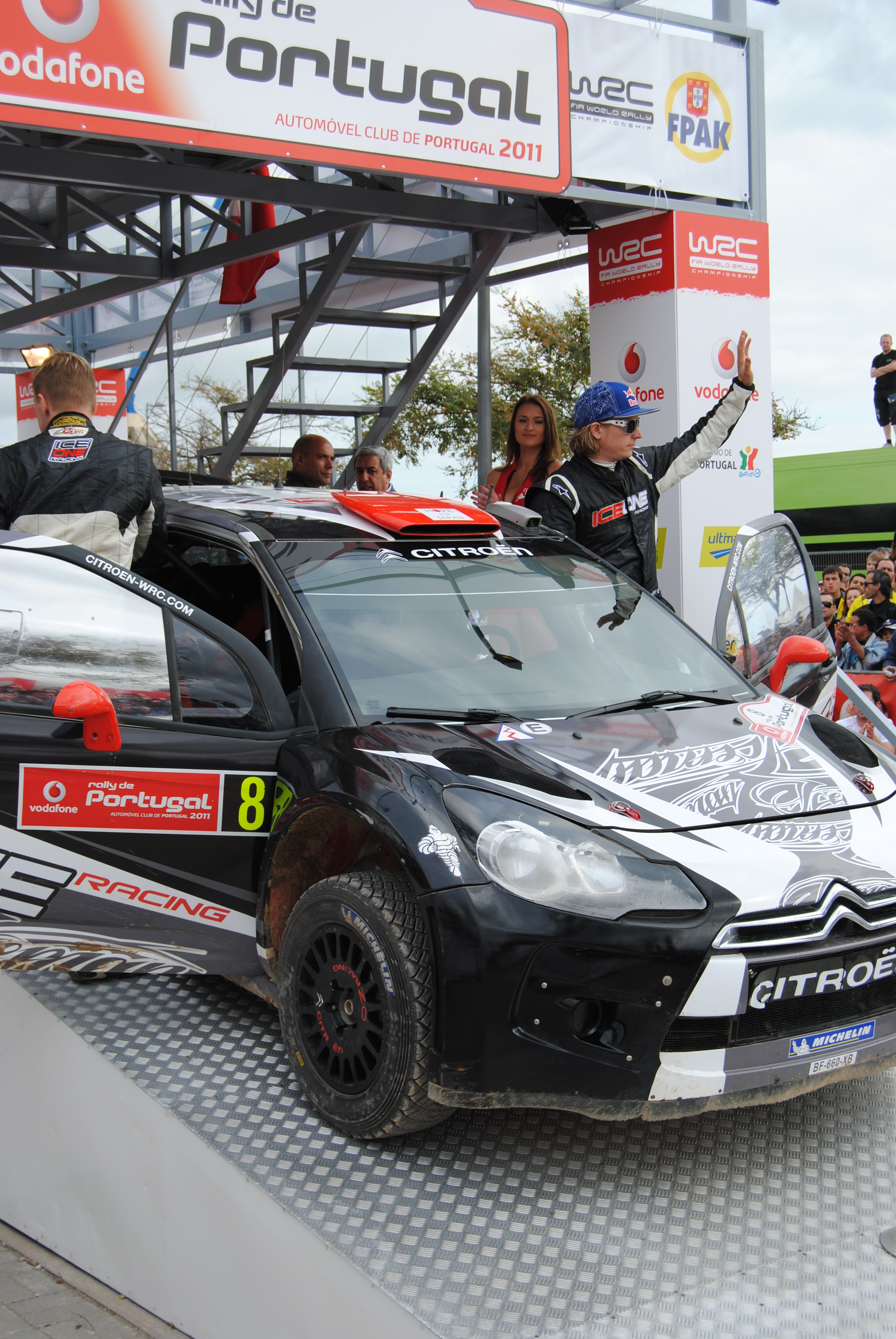
Kimi Räikkönen en Portugal 2011, junto con su equipo Ice 1 Racing

El 18 de noviembre de 2009, su agente confirma que no competirá en ningún equipo de Fórmula 1 en la temporada 2010. El 4 de diciembre se anuncia que Räikkönen competirá en el Campeonato Mundial de Rally para el equipo Citroën durante 2010, sin tener claro aún si volvería a la categoría reina del automovilismo. Ese año realiza el calendario completo con el equipo Citroën Junior Team. Puntuó en cinco carreras, y su mejor resultado fue un quinto en el Rally de Turquía. De esa manera, es el segundo piloto de Fórmula 1 de puntuar en el Campeonato Mundial de Rally, luego del Argentino Carlos Reutemann.
Para 2011, el equipo cambia de nombre y pasa a llamarse Ice 1 Racing, en el que Kimi es el único piloto. Al igual que en 2010, Räikkönen terminó décimo en el campeonato de pilotos.

### NASCAR
Se informó el 29 de marzo de 2011 que Kimi Räikkönen probará suerte en la NASCAR compitiendo en la Camping World Truck Series para el verano de 2011 mirando posibilidades también de correr en la NASCAR Nationwide Series y NASCAR Cup Series.
El 2 de abril Raikkonen firmó un acuerdo con el equipo de Kyle Busch Motorsports para ejecutar un programa limitado con una Toyota Tundra en la Camping World Truck Series. Al principio se informó que la entrada de Raikkonen estaba relacionado con Foster Gillett, sin embargo, Kyle Busch negó dicha relación. Raikkonen hizo su debut en la North Carolina Education Lottery 200 en el Charlotte Motor Speedway el 20 de mayo de 2011, llegando en 15.ª posición en su debut. Ocho días después, Räikkönen debutó en la NASCAR Nationwide Series para el equipo de Joe Nemechek. Sufrió una penalización por exceso de velocidad en la salida de pits y realizó una parada en boxes para remover escombros en su splitter, finalizando la carrera al puesto 27.
Luego probó un Dodge del equipo de Robby Gordon con la idea de debutar en Copa NASCAR en Sonoma Raceway, pero el finlandés chocó el auto en las pruebas y el acuerdo se cayó.

### Regreso a la Fórmula 1
Tras el Gran Premio de Italia de 2011 disputado en Monza, Räikkönen realizó una visita a la fábrica del histórico equipo AT&T Williams de Fórmula 1. Pronto los rumores se dispararon, pero desde la escudería de Grove explicaron que esa visita fue fruto de una consulta privada sobre su Jaguar. Entonces, el rumor perdió fuerza, pero a principios de noviembre de 2011 los rumores volvieron a aparecer cuando Taki Inoue; expiloto de Fórmula 1 con el equipo Arrows entre otros, comentaba en su Twitter que Räikkönen ya habría firmado un contrato que le vinculaba a la escudería de Sir Frank Williams en 2012.
Un nuevo impulso para estos rumores ha sido el reciente acuerdo de patrocinio que Williams habría firmado con el Banco Nacional de Catar, que según los expertos, daría el impulso económico a Williams para fichar a Raikkonen.
Finalmente, el 29 de noviembre de 2011, se confirma que Räikkönen vuelve a la Fórmula 1 en 2012, pero de la mano de Lotus. Se da la circunstancia de que durante 2010 ya hubo contactos entre ambas partes (cuando el equipo aún era Renault) para tratar un posible regreso, aunque las charlas no llegaron a buen puerto.

#### Lotus

##### 2012: Gran regreso con Lotus
El 23 de enero de 2012, Kimi volvió a ponerse al volante de un monoplaza de Fórmula 1, haciendo unas pruebas privadas con el Renault R30.
El 7 de febrero de 2012 se abre el telón y se realizan las primeras pruebas oficiales en Jerez. Kimi, luego de dos años de retiro y estrenando el E20, es el más rápido de la sesión. El último día de test, Räikkönen volvió a firmar el mejor registro.

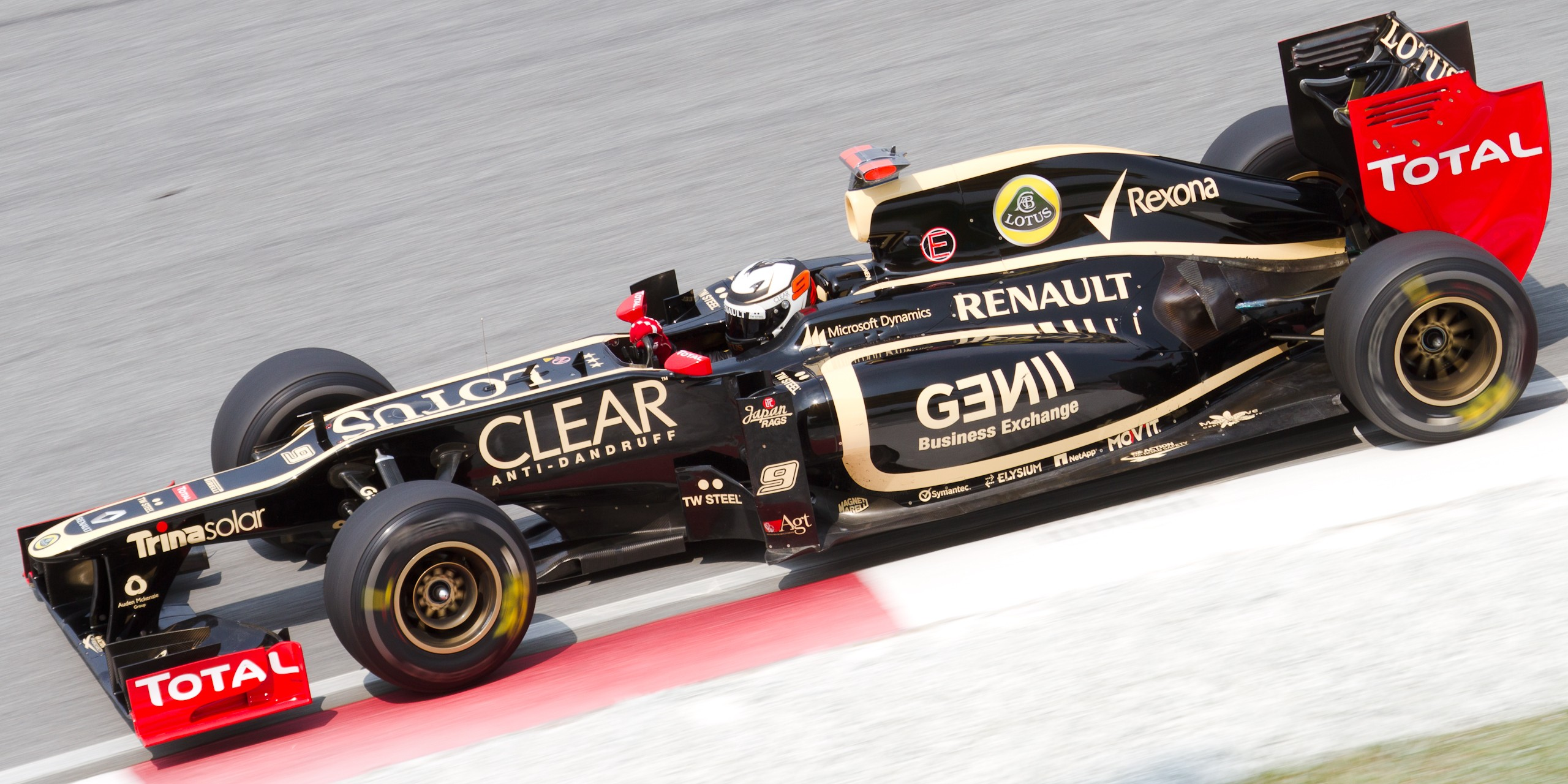
Kimi Räikkönen a bordo del Lotus E20 en el GP de Malasia de 2012.

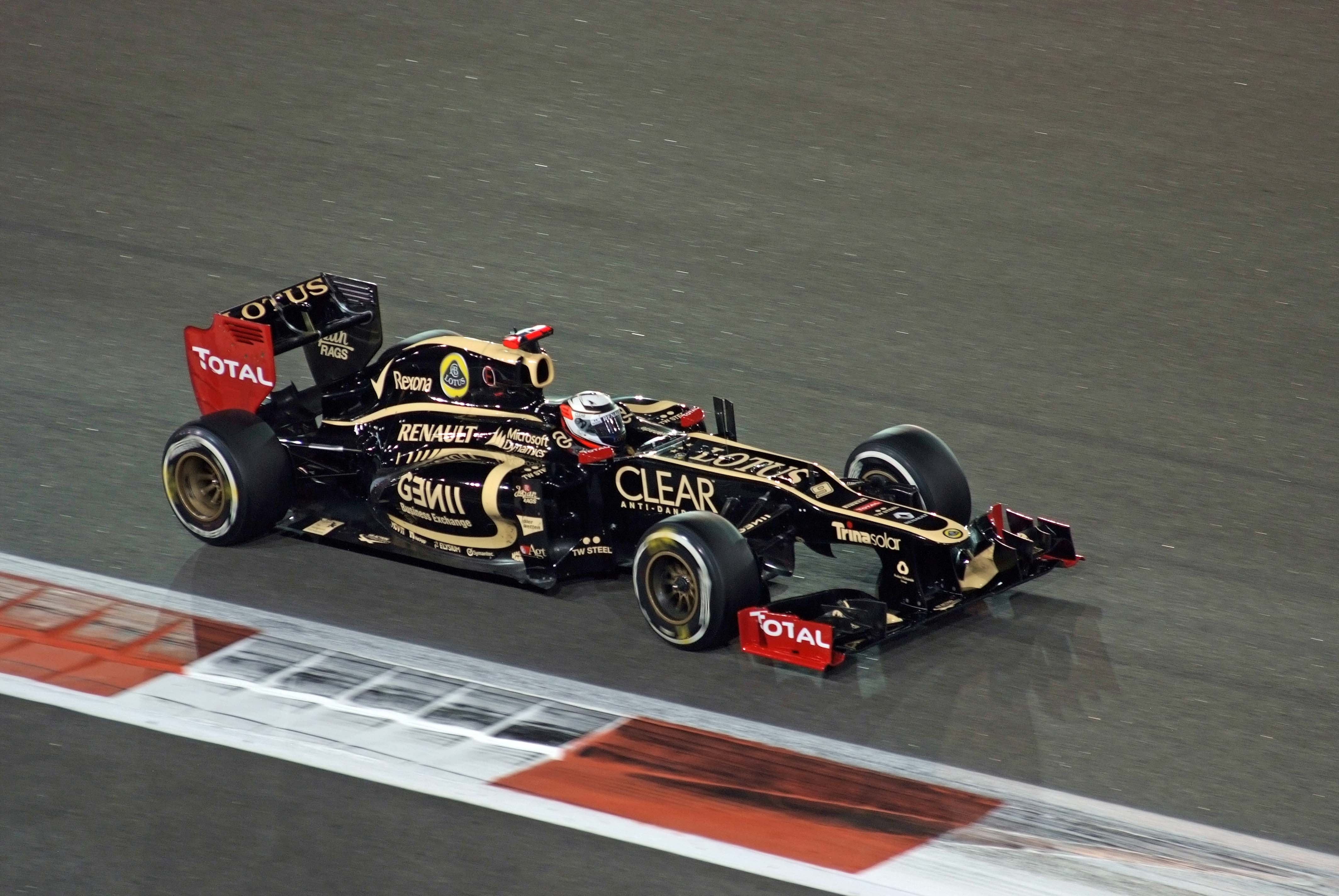
Kimi consiguió ganar en Abu Dabi.

En la primera cita de la temporada 2012, en Australia, tanto Grosjean como Räikkönen tuvieron actuaciones discretas en las tandas de entrenamientos libres. En la sesión clasificatoria, Räikkönen fue eliminado en Q1 debido a un error en su vuelta rápida y a que la falta de previsión por parte suya y del equipo le privaron de poder realizar otro intento. Su compañero clasificó 3.º, demostrando que el E20 tiene potencial para estar arriba, mientras que Kimi partió desde la 17.ª plaza. Ya en la carrera Grosjean abandona tras un incidente con Maldonado y Räikkönen consiguió escalar hasta la 7.ª plaza, que lo otorga sus primeros 6 puntos tras una brillante actuación en su regreso a la categoría reina del automovilismo mundial. En Malasia, Kimi finalizó 5.º en una complicada carrera bajo la lluvia y marcó su 36.ª vuelta rápida. En el tercer Gran premio de la temporada en China, Räikkönen arrancaría 5.º después de un gran clasificación y con una gran carrera, el finlandés estaba 2° para perfilarse a su primer podio desde su regreso pero debido a la degradación de neumáticos caería 10 posiciones en 2 vueltas y finalizaría 14° en el circuito oriental. Una semana después, en Baréin, Kimi no haría su mejor clasificación para salir 11° y con una estupenda carrera, finalizaría 2° con lo que consiguió su primer podio en su nueva era en la F1 y se colocaría con 34 unidades en 7° lugar del campeonato, 19 puntos detrás del líder. Para el Gran Premio de España, Räikkönen haría una buena clasificación partiendo desde la 5° plaza. Para la carrera, Räikkönen, nuevamente con gran conducción, finalizaría en el 3° puesto, hilando 2 podios consecutivos que lo pondrían en la cuarta posición del campeonato de pilotos con 49 puntos, 12 puntos detrás del puntero Sebastian Vettel. En Mónaco, Kimi largaría octavo en la carrera para terminar en la novena posición, descendiendo posiciones en el campeonato. En Canadá tiene problemas con su KERS y no llega a pasar a la Q3 lo que lo dificulta en carrera y solo llega a ser octavo. En Valencia, Kimi termina segundo tras una increíble carrera en la que Alonso se ciñó con el triunfo (tras las averías en los coches de Vettel y Grosjean). En Silverstone Kimi termina quinto; y en Alemania, Hungría y Bélgica asegura tres podios consecutivos que le permiten mantenerse en la lucha por el título pese a no disponer de un monoplaza ganador. A partir del GP de Italia y en las carreras siguientes, el E20 empieza a mostrar síntomas de estancamiento en su evolución al no mostrar un gran ritmo; Kimi solo puede aspirar a puntuar con el 5.º puesto como tope máximo.
El 29 de octubre de 2012, Räikkönen confirma su continuidad con Lotus para 2013. Consigue por fin la victoria que tanto buscaba esta temporada en el GP de Abu Dabi, donde partía 4.º pero en la salida se puso 2.º tras pasar a Pastor Maldonado y Mark Webber y heredó el liderato tras la rotura de motor de Lewis Hamilton. Luego pudo contener la ofensiva de Fernando Alonso para ganar la carrera.
El 3 de diciembre de 2012 la revista francesa de automovilismo Toile F1 nombra, mediante una encuesta, a Räikkönen como el piloto del año.

##### 2013: Inicio prometedor, desinfle al final y marcha del equipo

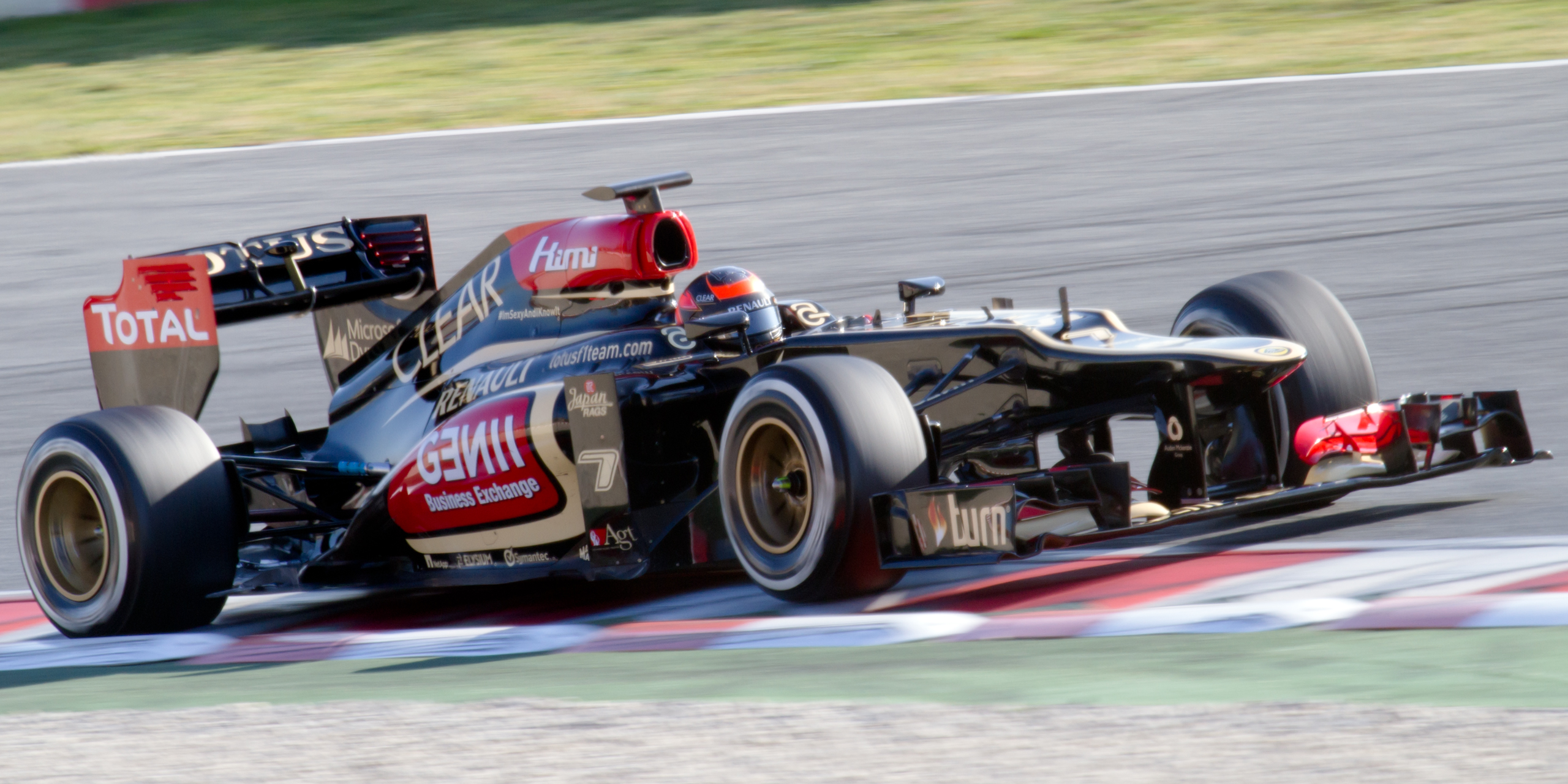
Räikkönen en un test con el Lotus E21.

Pese a ser uno de los hombres que menos kilómetros completó en pretemporada, la escudería se mostraba satisfecha con el rendimiento del coche y muchos los apuntaban como favoritos al triunfo en Australia. Pese a salir séptimo en parrilla, Kimi sorprendió con el buen trato de los neumáticos y una estrategia de dos paradas que le catapultó directamente al primer puesto, ganando la primera carrera y situándose líder del mundial.

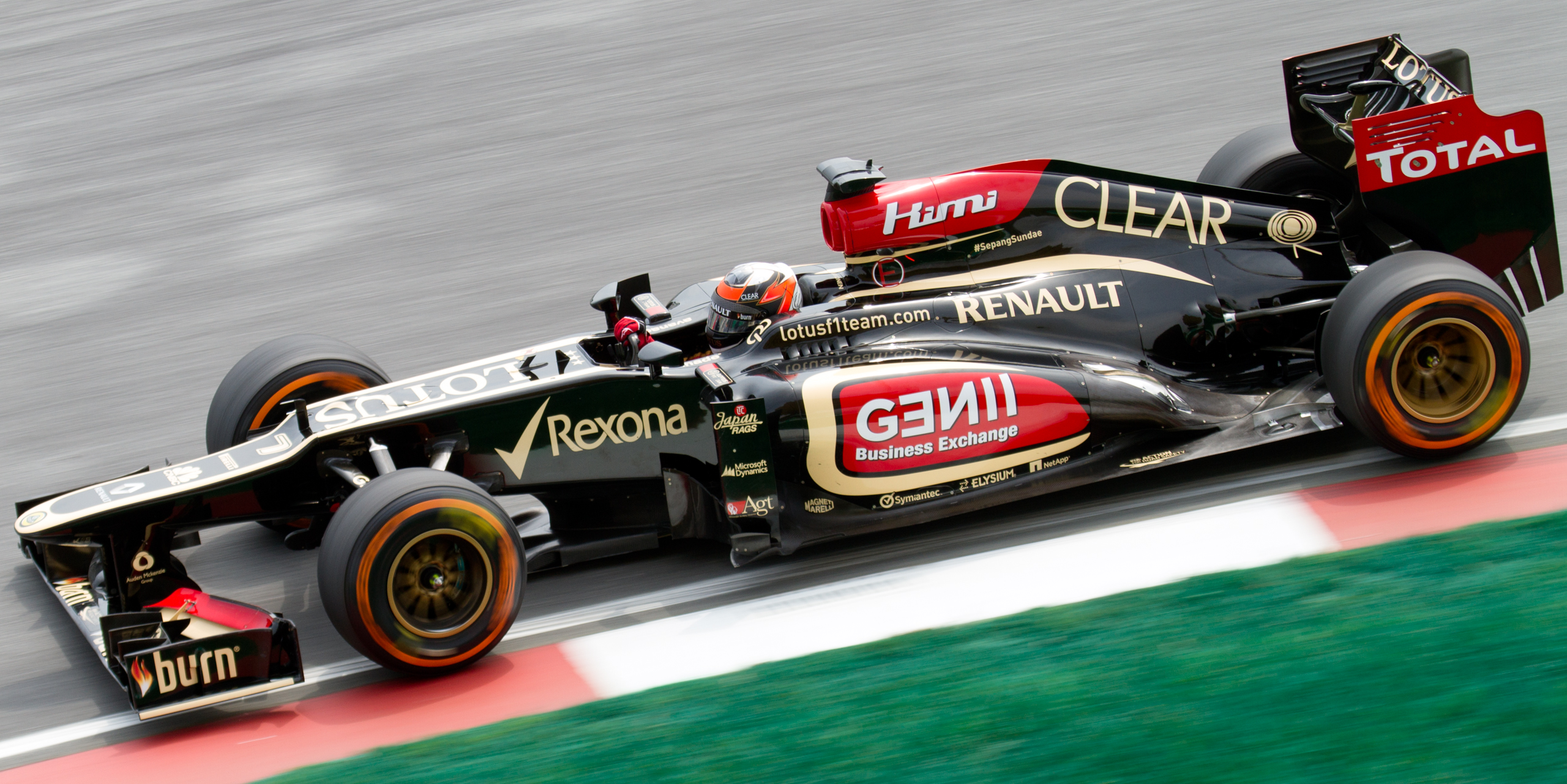
Kimi durante el Gran Premio de Malasia de 2013.

Durante la calificación para el GP de Malasia, Kimi logra el séptimo lugar de la parrilla de salida, pero más tarde es penalizado por los oficiales con tres puestos por estorbar al Mercedes de Nico Rosberg cuando trataba de realizar su vuelta rápida con lo que el finlandés iniciará la segunda carrera del año en el décimo puesto. En carrera, la lluvia no le favoreció y tuvo que conformarse con la séptima posición. En China, Baréin y España termina las tres pruebas en segundo lugar. En el GP de Mónaco solo pudo conseguir un punto debido a un toque con Sergio Pérez que le pinchó un neumático, y en Canadá su coche no fue competitivo y solo le permitió llegar 9.º. A partir del Gran Premio de Gran Bretaña se recupera y vuelve a la lucha por los podios con las altas temperaturas que favorecen a su monoplaza, aunque en esta carrera se le escapó por no cambiar neumáticos; pero sí que logró subirse al cajón en Alemania y Hungría, finalizando en 2.º lugar en ambas pruebas. Su gran rendimiento desde su regreso le hizo estar en la órbita de Red Bull para sustituir a Mark Webber, pero las negociaciones no fructificaron. En Spa, el finlandés no puede acabar la carrera por un problema de frenos, siendo su primer abandono desde Alemania 2009 y poniendo fin a su racha de 27 carreras seguidas en los puntos. En Italia, Kimi tampoco pudo puntuar tras un toque en la salida que le dañó el alerón delantero, y solo pudo obtener el 11.º puesto.
El 11 de septiembre, se anuncia oficialmente su regreso a Ferrari para las dos próximas temporadas. En el GP de Singapur, a pesar de sufrir dolores en la espalda y clasificar 13.º, remonta gracias a una buena estrategia y consigue un nuevo podio (3.er lugar). En la siguiente carrera en Corea, vuelve a sobreponerse a una discreta actuación el sábado (clasificó 10.º) para recuperar posiciones el domingo, adelantar a su compañero y terminar en 2.º puesto.
El 10 de noviembre, después de conocerse que el equipo no había pagado su salario a Kimi, se confirma que el piloto finlandés no competirá en las dos últimas pruebas debido a que se operará de la espalda.

#### Ferrari

##### 2014: Vuelta a Ferrari

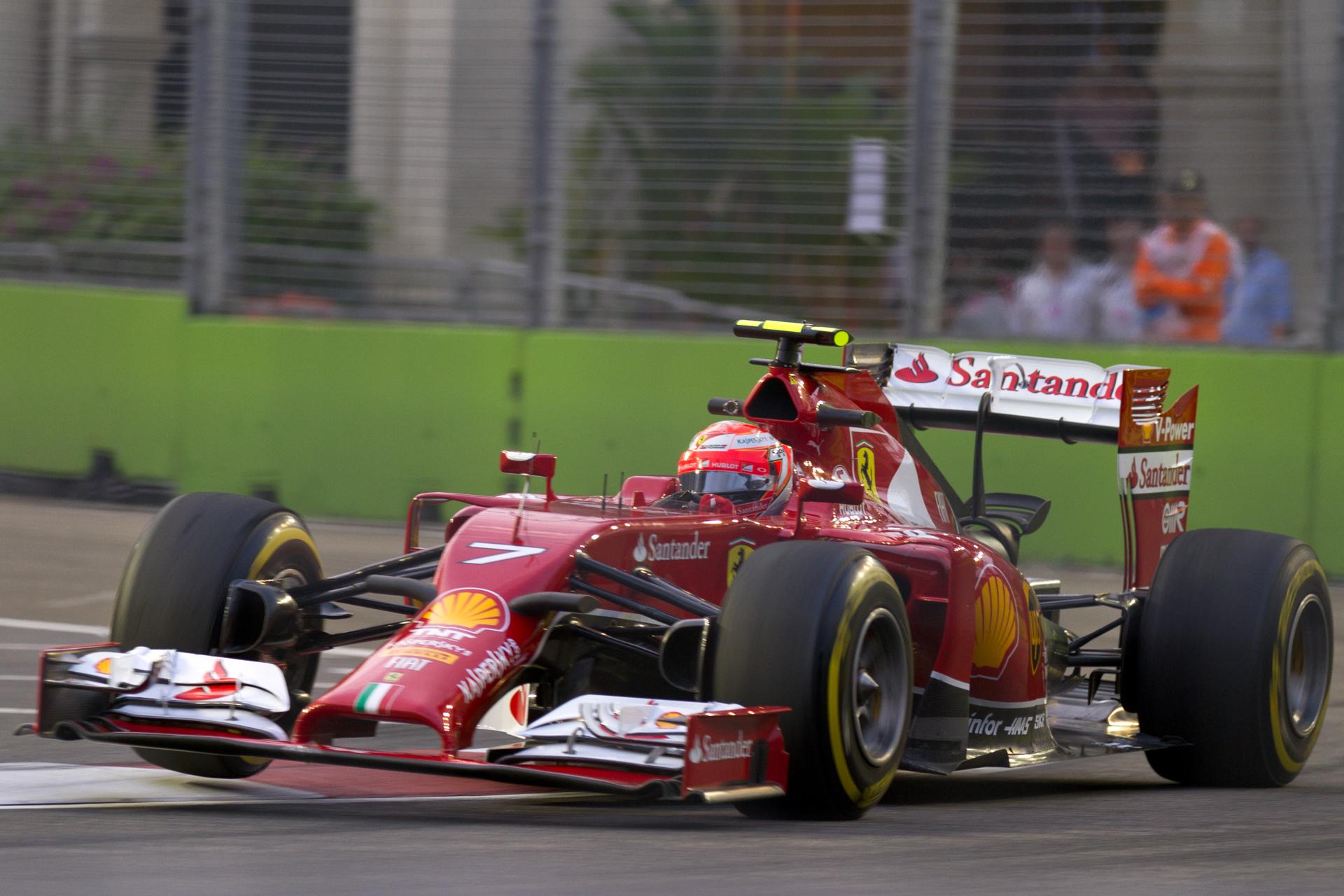
Räikkönen en el Gran Premio de Singapur de 2014.

Kimi comenzó su segunda etapa en Ferrari con un error en clasificación y un 7.º puesto algo decepcionante en la carrera de Australia. En Malasia no puede puntuar (12.º) y en Baréin solo obtiene un punto. En Mónaco rodaba 4.º y tenía opciones de podio, pero un toque con un doblado le pinchó una rueda, con lo cual terminó 12.º, aunque al menos marcó la vuelta rápida. En Silverstone sufrió su primer abandono del año al salirse de pista y perder al control de su monoplaza, mientras que en Spa obtuvo su mejor resultado de 2014, una 4.ª posición. Sin embargo, en las siguientes carreras sigue sin ser competitivo y completa su peor temporada en la F1, siendo incluso peor que la de su debut, ya que era la primera vez desde entonces que no consigue ningún podio, ninguna pole y la primera vez desde 2006 que no consigue victorias. Cuando fue su última temporada en McLaren, siendo así un año muy decepcionante tanto para él como para Ferrari.

##### 2015: Cuarto, detrás de Vettel y Mercedes y lucha con Bottas
Tras la marcha de Fernando Alonso de la Scuderia, Kimi Räikkönen tenía una nueva oportunidad de demostrar su potencial frente a su nuevo compañero de filas, Sebastian Vettel. Räikkönen comienza la temporada con un abandono, en el GP de Australia, por una rueda mal apretada en el pit stop. En el GP de Malasia, acaba 4.º tras un pinchazo inicial, mientras que su compañero Sebastian Vettel acaba venciendo en este circuito. En China, Kimi vuelve a terminar 4.º. Sorprende con un 2.º puesto en el GP de Baréin, incluso con opciones de adelantar a Lewis Hamilton en las últimas vueltas. Se mantiene en esta línea de resultados, acabando entre los 5 primeros en el GP de España (5.º). En el GP de Mónaco, el buen ritmo de los Red Bull le priva de una 4.ª posición, acabando 6.º en este GP. En el GP de Canadá, aprovechándose de la mala clasificación de su compañero, Sebastian Vettel, consigue terminar en 4.ª posición, por detrás de un gran Valtteri Bottas, confirmando el buen fin de semana de la escudería Williams Racing (también por la remontada de Felipe Massa). En el Gran Premio de Austria, tras clasificarse en una 18.º posición, abandona en la primera vuelta del GP, debido a un error del control del monoplaza, viéndose involucrado también Fernando Alonso, ya que el piloto español estaba justo detrás de él y, al intentar adelantarle por la izquierda, acabó por encima de las vallas de seguridad, por culpa del mal control del sobreviraje del monoplaza del piloto finlandés. Por suerte, los 2 pilotos salieron por su propio pie. En Silverstone, clasifica en una floja quinta posición y en carrera acaba octavo luego de que la lluvia que llegó al circuito en el tramo final de la carrera no le beneficiara, lo contrario que le sucedió a su compañero que acabó en el podio. En Hungría el y su compañero hacen una excelente salida, superando a los 2 pilotos de Mercedes, pero al momento de la presencia del coche de seguridad tras el abandono de Nico Hülkenberg, comunicaba por radio que sufría una repentina perdida de potencia. A pesar del intento del equipo de restablecer el coche, acabó abandonando en la vuelta 57, perdiendo una opción para Ferrari de hacer 1-2.

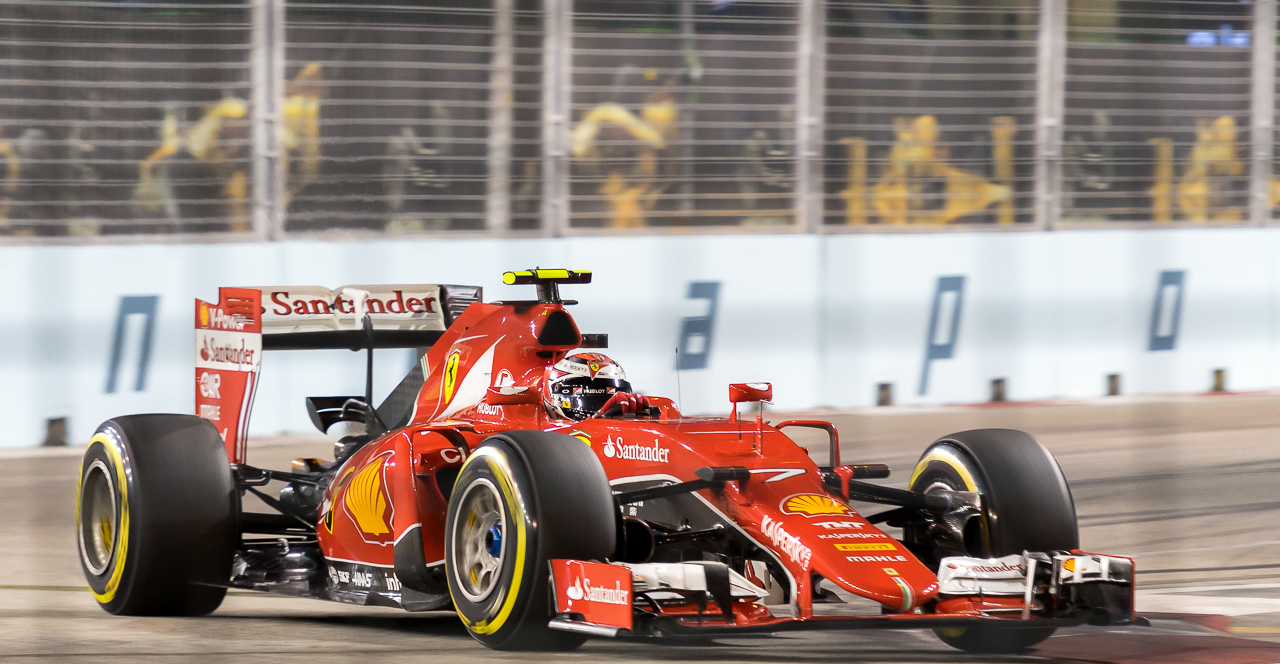
Kimi Räikkönen durante el Gran Premio de Singapur de 2015.

El 19 de agosto de 2015, Ferrari confirma la continuidad de Kimi por un año más.
En el regreso de las vacaciones, Kimi acaba séptimo en Spa luego de remontar desde el puesto 16.º En Monza, clasifica segundo, pero una mala salida en la carrera, le lleva a acabar 5.º En Singapur regresa al podio con un tercer lugar y en Japón acaba 4.º En Sochi, se disputaba en las últimas vueltas el último escalón del podio con Valtteri Bottas, luego de haber pasado a Sergio Pérez que tenía los neumáticos desgastados, pero en la última vuelta, llegando a la curva 5, ambos pilotos se tocan, haciendo abandonar al de Williams y Räikkönen acabó quinto con el alerón delantero tocado. Pero después sería relegado a la octava posición al ser sancionado con 30 segundos por el incidente con Bottas. En la gira americana, el finlandés abandona en Austin y México y acaba 4° en Interlagos. Cierra la temporada acabando 3° en el Gran Premio de Abu Dabi.

##### 2016: Regularidad, pero por detrás de Mercedes
Por segundo año consecutivo, Kimi tuvo que retirarse de la primera carrera de la temporada en Australia, debido a un incendio en la toma de aire de su Ferrari. En Baréin terminó en el segundo lugar, mientras que su compañero de equipo Sebastian Vettel no pudo comenzar la carrera por un problema en su coche durante la vuelta de formación. En China, logró superar a Vettel en la calificación para obtener el tercer puesto en la parrilla, sin embargo, una colisión en la primera vuelta con el alemán dañó su alerón delantero, luego mostró un buen ritmo para avanzar en el campo y finalmente terminó quinto. En el Gran Premio de Rusia logró el tercer lugar después de una enorme colisión, que dejó a su compañero de equipo Vettel fuera de la carrera. En España, Räikkönen finalizó en segundo lugar detrás de Max Verstappen y delante de su compañero de equipo que fue tercero.

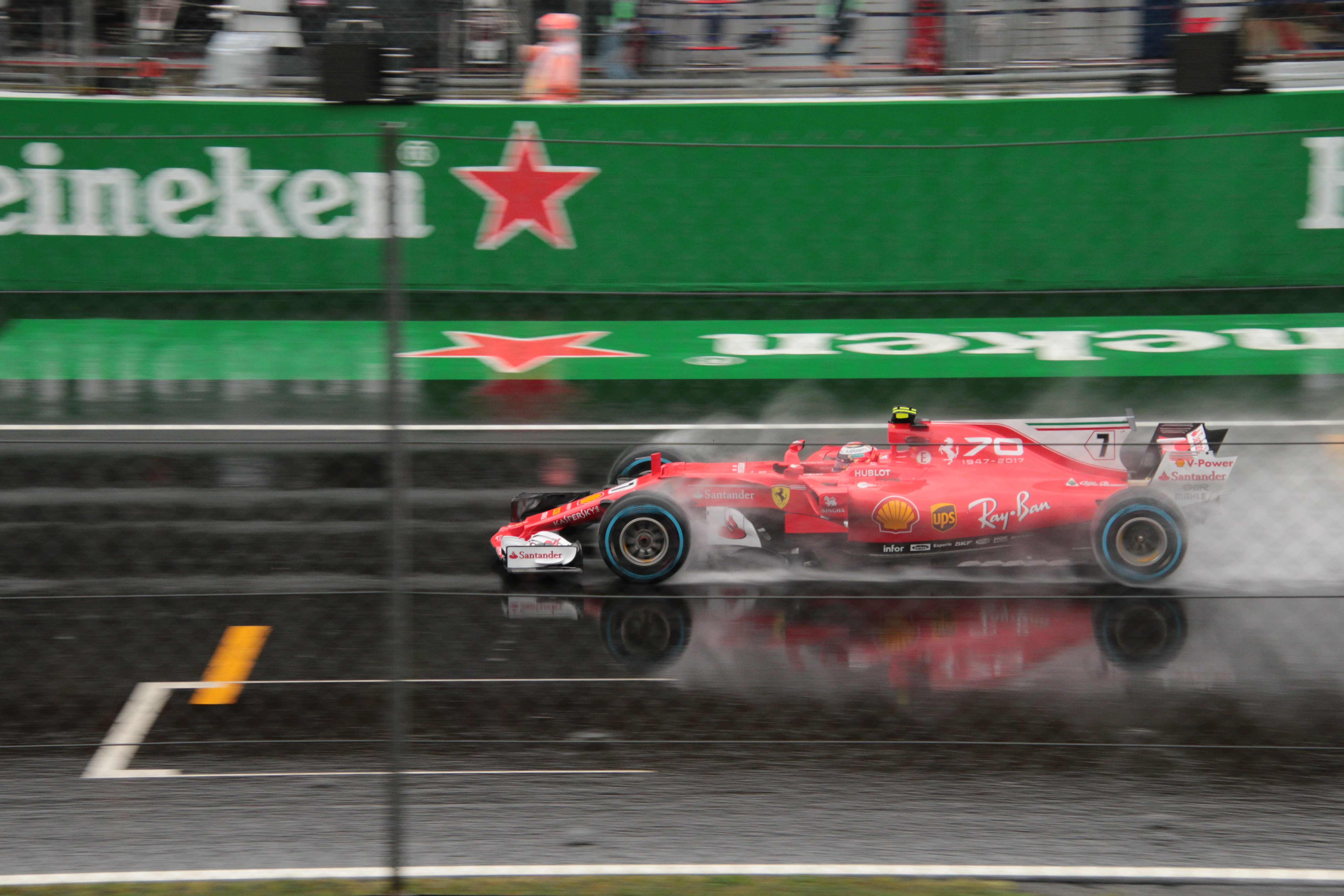
Räikkönen durante la clasificación del Gran Premio de Italia de 2017. Su coche, con una decoración conmemorando el 70° aniversario de Scuderia Ferrari.

##### 2017:Poledespués de nueve años
En el Gran Premio de Mónaco, Räikkönen logra la pole position después de 129 carreras sin obtenerla, clasificándose primero por tan solo 0.04 segundos sobre compañero de equipo Sebastian Vettel. El finlandés admitió que su actuación en 2017 fue pobre, y agregó que "si miras puramente los resultados finales, no es muy bueno", su jefe estuvo de acuerdo y describió a Iceman como un "rezagado". El 30 de julio, en Hungría, Kimi se recuperó y se clasificó segundo, terminando también la carrera en esa posición. Su compañero de equipo Vettel terminó primero, dando a Ferrari un final de 1-2. Después de terminar en cuarto lugar en Bélgica y quinto en Italia, Räikkönen se clasificó cuarto en Singapur, pero estuvo involucrado en un controvertido choque en la primera vuelta con Vettel y Max Verstappen que puso a los tres pilotos fuera del carrera y permitió a Lewis Hamilton extender su ventaja sobre el alemán en el Campeonato de Pilotos a 28 puntos. En Malasia se clasificó segundo, pero no comenzó la carrera debido a un problema técnico. Después de un quinto lugar en Japón, Kimi terminó tercero en Estados Unidos. Repitió este desempeño en México y Brasil. Finalizó la temporada con un cuarto puesto en Abu Dabi. Por tanto, se ubicó en la cuarta posición en la tabla general, por detrás de Hamilton, Bottas y Vettel, con un total de siete podios en 20 carreras.

##### 2018: Gran último año en Ferrari
En agosto de 2017, Räikkönen renovó su contrato con Ferrari para la temporada 2018. Clasificó segundo para la primera carrera en Australia y terminó tercero. En el Gran Premio de Baréin, volvió a clasificarse segundo, detrás de su compañero de equipo Sebastian Vettel. El finlandés corrió en tercer lugar durante la mayor parte de la carrera, pero se retiró en la vuelta 35, debido a un error en boxes, que resultó en una multa de € 50,000 para Ferrari y una pierna rota para uno de los mecánicos. En China clasificó en segundo lugar, detrás de Vettel y terminó tercero en la carrera. En el Gran Premio de Azerbaiyán, Kimi quedó sexto en la clasificación. Con el inicio de carrera, el finlandés tuvo un accidente con el francés Esteban Ocon en la curva 3. Después del accidente, entró el coche de seguridad y Räikkönen se fue a boxes y regresó en 14.º posición. Después de la carrera, Kimi subió al sexto puesto y en la vuelta 40, Daniel Ricciardo y Max Verstappen chocan haciendo que el finlandés suba al 4.º lugar. En las últimas vueltas después del error de Vettel y que Valtteri Bottas pinchara un neumático, Räikkönen finaliza en 2.º lugar detrás de Hamilton, consiguiendo su tercer podio en la temporada. En España tuvo que abandonar por un problema en la batería mientras en el Gran Premio de Mónaco finalizó cuarto tras clasificar en esa misma plaza y en el Gran Premio de Canadá acabó en una discreta sexta posición. Clasificó sexto en Francia, pero tras un choque entre Vettel y Bottas en la salida y un gran adelantamiento a Ricciardo logró finalizar en la tercera posición del podio. El finlandés siguió con su buena racha al ser segundo en Austria y tercero en Gran Bretaña, Alemania y Hungría, enlazando así cinco podios de manera consecutiva.

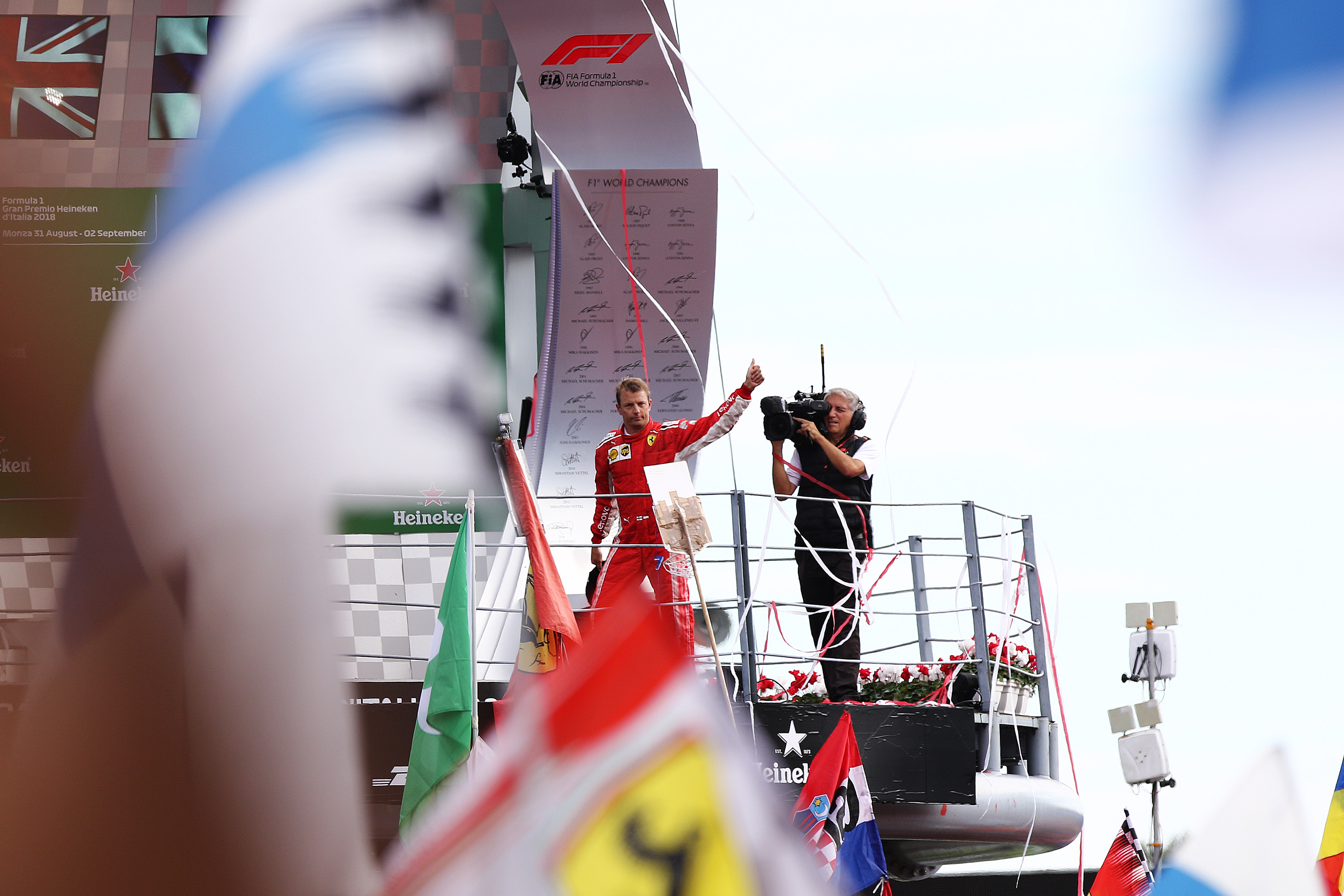
Räikkönen en el podio del Gran Premio de Italia, donde finalizó segundo

Esta racha de podios se cortó en Bélgica dónde, tras no tener suficiente combustible en clasificación, salió sexto y se vio involucrado en un accidente originado por Hülkenberg, tocándose con Ricciardo y dañando el coche de manera terminal. El finlandés se resarció el fin de semana siguiente, en Italia, logrando su primera pole en la temporada y la 18.ª de su carrera. El domingo, lideró la mayoría de las vueltas pero finalmente, con los neumáticos destrozados, fue adelantado por Hamilton, finalizando segundo obteniendo así su podio número 100.
En Singapur y Rusia fue quinto y cuarto respectivamente, tras clasificar en esas mismas posiciones. En Japón clasificó cuarto y, en la primera vuelta, Verstappen, que iba justo delante de él, se pasó de frenada en la chicane, volviendo a la pista de forma insegura y tocándose con el finlandés. Eso le dañó el coche al de Ferrari y por eso, fue perdiendo ritmo y perdió el cuarto puesto con Ricciardo después de que su equipo le sacara en tráfico en el pitstop, finalizando así quinto.
En Estados Unidos obtuvo su primera victoria después de 113 Grandes Premios (Australia 2013) haciendo una gran salida y aguantando el envite de Lewis Hamilton en las primeras vueltas. Después de salir de boxes, mantuvo una distancia de 17 segundos con Hamilton y pudo recuperar la primera posición en la segunda parada del británico. Räikkönen cruzó la línea de meta en primer lugar y se convirtió en el primer piloto en ganar una carrera en las eras de los motores V10, V8 y V6.
En México repitió ese buen desempeño al ser tercero, pese a clasificar sexto, los problemas de neumáticos en los Mercedes y una rotura de motor de Ricciardo en las últimas vueltas le promocionaron hacia el podio.
En Brasil el piloto finlandés volvió a repetir el tercer cajón del podio tras hacer una buena carrera. Salía cuarto y en las primeras vueltas fue adelantado por Verstappen pero subió una posición gracias a un error de su compañero Vettel. Tras un largo acoso, se colocó tercero adelantando a su compatriota Bottas. El de Ferrari logró mantener el podio pese a que Ricciardo acabó llegando a él en las últimas vueltas.
El finés acabó su larga trayectoria en Ferrari de manera agridulce ya que tuvo que abandonar por problemas mecánicos en Abu Dabi mientras rodaba cuarto, pero logró mantener por los pelos el tercer puesto en el campeonato. Concretamente, tuvo 3 puntos más que Verstappen y 4 más que Bottas.
Haciendo cuentas de su temporada 2018, el finlandés completó claramente su mejor temporada desde su regreso a la escudería italiana en su última temporada. Logró 251 puntos, 12 podios y una victoria.

#### Alfa Romeo

##### 2019: Cambio a Alfa Romeo

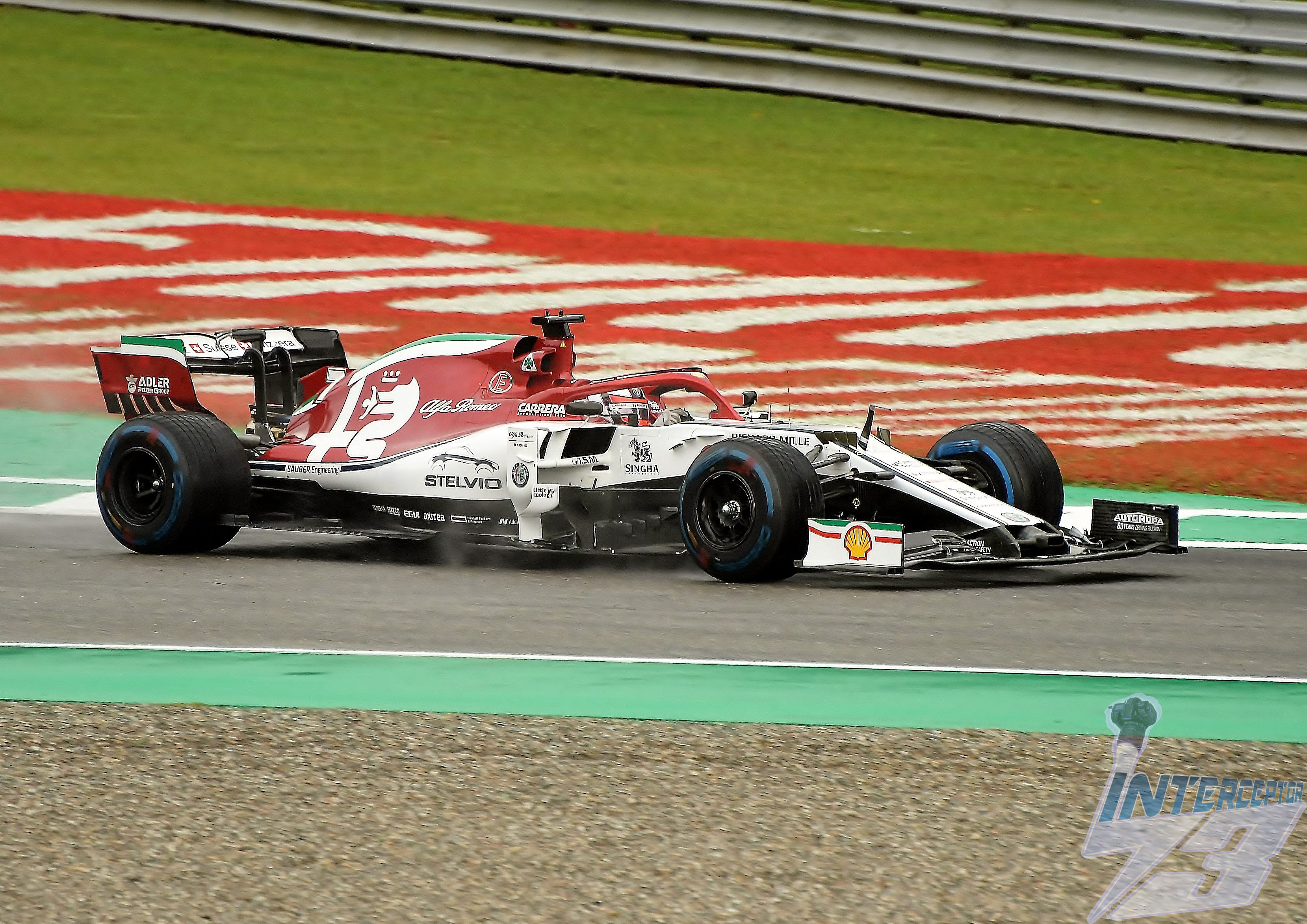
Räikkönen manejando su Alfa Romeo C38 en el Gran Premio de Italia.

Kimi Räikkönen no siguió en Ferrari para la temporada 2019. Pocos minutos después de que Ferrari lo hiciera público, se oficializó que Kimi sería piloto de Alfa Romeo Racing con un contrato de dos años.
El piloto finés empezó la temporada 2019 puntuando en las cuatro primeras pruebas del campeonato. Tras tres carreras sin poder sumar más puntos a su casillero, volvió a llevarse puntos en cuatro de las siguientes cinco carreras. En ese lapso, solamente no puntuó en Alemania, donde terminó séptimo, pero fue sancionado con 30 segundos junto a su compañero Antonio Giovinazzi por irregularidades en su coche, bajándole hasta la decimosegunda plaza.
A partir del parón de verano, el rendimiento del finés y de su auto disminuyó y solo logró puntuar en una carrera más, Brasil, dónde en una carrera alocada logró la cuarta posición.
Räikkönen completó su primera temporada en Alfa Romeo siendo decimosegundo en el campeonato con 43 puntos, superando a su compañero Giovinazzi, que finalizó decimoséptimo con 14 unidades.

##### 2020: Récord de Grandes Premios disputados
2020, temporada condicionada por la pandemia de COVID-19, fue un año complicado para Räikkönen. Con un monoplaza poco competitivo y lastrado por la falta de potencia del motor Ferrari, el finlandés sólo puntuó en las carreras de la Toscana y Emilia-Romaña, ambas en noveno lugar. Terminó el año en el décimo sexto puesto del campeonato con un total de cuatro puntos, los peores resultados de su carrera.
El 30 de octubre de 2020 el equipo Alfa Romeo confirmó las renovaciones de Räikkönen y Giovinazzi.

##### 2021: Retirada de la Fórmula 1
Räikkönen comenzó 2021 terminando undécimo en Baréin. En Emilia-Romaña finalizó noveno en lo que hubiesen sido sus primeros puntos de la temporada, pero tras la carrera recibió una sanción de treinta segundos por actuar mal durante el periodo de coche de seguridad y fue relegado al decimotercer puesto. Después de abandonar en Portugal y quedarse a las puertas de los puntos en España y Mónaco, Räikkönen obtuvo su primer punto del año en Azerbaiyán tras acabar décimo. Volvió a puntuar cinco carreras después, en Hungría, donde originalmente terminó undécimo pero debido a la descalificación de Sebastian Vettel subió hasta la décima plaza del Gran Premio.
El 1 de septiembre, a través de su cuenta de Instagram, Räikkönen anunció su retirada de la Fórmula 1 al término de la temporada. Durante el Gran Premio de los Países Bajos, Kimi dio positivo por COVID-19, lo que le hizo perderse tanto la carrera neerlandesa como el Gran Premio de Italia. Robert Kubica fue su reemplazo en ambas carreras. A su regreso en Rusia obtuvo un octavo puesto, el mejor del año para él. Igualó ese resultado en la Ciudad de México en los que fueron sus últimos puntos en la Fórmula 1. Disputó su última carrera en Abu Dabi aunque desgraciadamente, tuvo que retirarse por un fallo de frenos.

### Regreso a la NASCAR
El 26 de mayo de 2022, Räikkönen anunció su fichaje por el equipo Trackhouse Racing Team para disputar la Copa NASCAR a partir del mes de agosto en el Watkins Glen International. En su debut, llegó a ubicarse en la octava posición tras salir desde la posición 27, pero debió retirarse en la vuelta 45 luego de que colisionara con otro piloto y terminara contra las barreras de protección.

## Resumen de carrera
| Temporada | Categoría                                                | Equipo                        | Carreras          | Victorias         | Poles             | VR                | Podios            | Puntos            | Pos.              |
| --------- | -------------------------------------------------------- | ----------------------------- | ----------------- | ----------------- | ----------------- | ----------------- | ----------------- | ----------------- | ----------------- |
| 1999      | Fórmula Ford Europea                                     | ?                             | 2                 | ?                 | ?                 | ?                 | ?                 | ?                 | 5.º               |
| 1999      | Fórmula Ford Festival                                    | Continental Racing Van Diemen | 1                 | 0                 | 0                 | ?                 | ?                 | N/A               | NC                |
| 1999      | Campeonato de Invierno de Fórmula Renault 2000 Británica | Manor Motorsport              | 4                 | 4                 | 4                 | ?                 | ?                 | 40                | 1.º               |
| 1999      | Fórmula Renault 2000 Británica                           | Haywood Racing                | 4                 | 0                 | 0                 | ?                 | ?                 | ?                 | ?                 |
| 2000      | Eurocopa de Fórmula Renault 2000                         | Manor Motorsport              | 2                 | 2                 | 1                 | ?                 | ?                 | 62                | 7.º               |
| 2000      | Fórmula Renault 2000 Británica                           | Manor Motorsport              | 10                | 7                 | 6                 | 7                 | 10                | 316               | 1.º               |
| 2001      | Fórmula 1                                                | Red Bull Sauber Petronas      | 17                | 0                 | 0                 | 0                 | 0                 | 9                 | 10.º              |
| 2002      | Fórmula 1                                                | West McLaren Mercedes         | 17                | 0                 | 0                 | 1                 | 4                 | 24                | 6.º               |
| 2003      | Fórmula 1                                                | West McLaren Mercedes         | 16                | 1                 | 2                 | 3                 | 10                | 91                | 2.º               |
| 2004      | Fórmula 1                                                | West McLaren Mercedes         | 18                | 1                 | 1                 | 2                 | 4                 | 45                | 7.º               |
| 2005      | Fórmula 1                                                | West McLaren Mercedes         | 12                | 3                 | 4                 | 5                 | 6                 | 112               | 2.º               |
| 2005      | Fórmula 1                                                | Team McLaren Mercedes         | 7                 | 4                 | 1                 | 5                 | 6                 | 112               | 2.º               |
| 2006      | Fórmula 1                                                | Team McLaren Mercedes         | 18                | 0                 | 3                 | 3                 | 6                 | 65                | 5.º               |
| 2007      | Fórmula 1                                                | Scuderia Ferrari Marlboro     | 17                | 6                 | 3                 | 6                 | 12                | 110               | 1.º               |
| 2008      | Fórmula 1                                                | Scuderia Ferrari Marlboro     | 18                | 2                 | 2                 | 10                | 9                 | 75                | 3.º               |
| 2009      | Fórmula 1                                                | Scuderia Ferrari Marlboro     | 17                | 1                 | 0                 | 0                 | 5                 | 48                | 6.º               |
| 2009      | Campeonato Mundial de Rally                              | Tommi Mäkinen Racing          | 1                 | 0                 | —                 | —                 | 0                 | 0                 | NC                |
| 2010      | Campeonato Mundial de Rally                              | Citroën Junior Team           | 11                | 0                 | —                 | —                 | 0                 | 25                | 10.º              |
| 2011      | Campeonato Mundial de Rally                              | Ice 1 Racing                  | 9                 | 0                 | —                 | —                 | 0                 | 34                | 10.º              |
| 2011      | NASCAR Camping World Truck Series                        | Kyle Busch Motorsports        | 1                 | 0                 | 0                 | 0                 | 0                 | N/A               | NC                |
| 2011      | NASCAR Nationwide Series                                 | NEMCO Motorsports/KBM         | 1                 | 0                 | 0                 | 0                 | 0                 | N/A               | NC                |
| 2012      | Fórmula 1                                                | Lotus F1 Team                 | 20                | 1                 | 0                 | 2                 | 7                 | 207               | 3.º               |
| 2013      | Fórmula 1                                                | Lotus F1 Team                 | 17                | 1                 | 0                 | 2                 | 8                 | 183               | 5.º               |
| 2014      | Fórmula 1                                                | Scuderia Ferrari              | 19                | 0                 | 0                 | 1                 | 0                 | 55                | 12.º              |
| 2015      | Fórmula 1                                                | Scuderia Ferrari              | 19                | 0                 | 0                 | 2                 | 3                 | 150               | 4.º               |
| 2016      | Fórmula 1                                                | Scuderia Ferrari              | 21                | 0                 | 0                 | 1                 | 4                 | 186               | 6.º               |
| 2017      | Fórmula 1                                                | Scuderia Ferrari              | 20                | 0                 | 1                 | 2                 | 7                 | 205               | 4.º               |
| 2018      | Fórmula 1                                                | Scuderia Ferrari              | 21                | 1                 | 1                 | 1                 | 12                | 251               | 3.º               |
| 2018      | Fórmula 1                                                | Alfa Romeo Sauber F1 Team     | Piloto de pruebas | Piloto de pruebas | Piloto de pruebas | Piloto de pruebas | Piloto de pruebas | Piloto de pruebas | Piloto de pruebas |
| 2019      | Fórmula 1                                                | Alfa Romeo Racing             | 21                | 0                 | 0                 | 0                 | 0                 | 43                | 12.º              |
| 2020      | Fórmula 1                                                | Alfa Romeo Racing ORLEN       | 17                | 0                 | 0                 | 0                 | 0                 | 4                 | 16.º              |
| 2021      | Fórmula 1                                                | Alfa Romeo Racing ORLEN       | 20                | 0                 | 0                 | 0                 | 0                 | 10                | 16.º              |
| 2022      | NASCAR Cup Series                                        | Trackhouse Racing Team        | 1                 | 0                 | 0                 | 0                 | 0                 | 1                 | 41.º              |
| 2023      | NASCAR Cup Series                                        | Trackhouse Racing Team        | 1                 | 0                 | 0                 | 0                 | 0                 | 8                 | 40.º              |
| Fuente:   |                                                          |                               |                   |                   |                   |                   |                   |                   |                   |

### Victorias en Fórmula 1
| N.º | Fecha                    | Gran Premio                              | Constructor      | Total |
| --- | ------------------------ | ---------------------------------------- | ---------------- | ----- |
| 4   | 29 de agosto de 2004     | LXI Foster's Belgian Grand Prix          | McLaren-Mercedes | 21    |
| 4   | 11 de septiembre de 2005 | LXII Belgian Grand Prix                  | McLaren-Mercedes | 21    |
| 4   | 16 de septiembre de 2007 | LXIII ING Belgian Grand Prix             | Ferrari          | 21    |
| 4   | 30 de agosto de 2009     | LXV ING Belgian Grand Prix               | Ferrari          | 21    |
| 2   | 8 de mayo de 2005        | Gran Premio Marlboro de España           | McLaren-Mercedes | 21    |
| 2   | 27 de abril de 2008      | L Gran Premio de España Telefónica       | Ferrari          | 21    |
| 2   | 23 de marzo de 2003      | V Petronas Malaysian Grand Prix          | McLaren-Mercedes | 21    |
| 2   | 30 de marzo de 2008      | X Petronas Malaysian Grand Prix          | Ferrari          | 21    |
| 2   | 18 de marzo de 2007      | LXXII ING Australian Grand Prix          | Ferrari          | 21    |
| 2   | 17 de marzo de 2013      | 2013 Rolex Australian Grand Prix         | Lotus-Renault    | 21    |
| 1   | 22 de mayo de 2005       | LXIII Grand Prix de Mónaco               | McLaren-Mercedes | 21    |
| 1   | 12 de junio de 2005      | Grand Prix du Canada 2005                | McLaren-Mercedes | 21    |
| 1   | 31 de julio de 2005      | XXI Marlboro Magyar Nagydij              | McLaren-Mercedes | 21    |
| 1   | 21 de agosto de 2005     | I Turkish Grand Prix                     | McLaren-Mercedes | 21    |
| 1   | 9 de octubre de 2005     | XXXI Fuji Television Japanese Grand Prix | McLaren-Mercedes | 21    |
| 1   | 1 de julio de 2007       | XCIII Grand Prix de France               | Ferrari          | 21    |
| 1   | 8 de julio de 2007       | 2007 Santander British Grand Prix        | Ferrari          | 21    |
| 1   | 7 de octubre de 2007     | IV Sinopec Chinese Grand Prix            | Ferrari          | 21    |
| 1   | 21 de octubre de 2007    | XXXVI Grande Prêmio do Brasil            | Ferrari          | 21    |
| 1   | 4 de noviembre de 2012   | 2012 Etihad Airways Abu Dhabi Grand Prix | Lotus-Renault    | 21    |
| 1   | 21 de octubre de 2018    | 2018 Pirelli United States Grand Prix    | Ferrari          | 21    |

### Pole positionsen Fórmula 1
| N.º | Año        | Gran Premio                       | Circuito                       | Total |
| --- | ---------- | --------------------------------- | ------------------------------ | ----- |
| 2   | 2005, 2006 | Gran Premio de Alemania           | Hockenheimring                 | 18    |
| 2   | 2003, 2007 | Gran Premio de Europa             | Nürburgring                    | 18    |
| 2   | 2005, 2008 | Gran Premio de España             | Circuito de Barcelona-Cataluña | 18    |
| 2   | 2005, 2017 | Gran Premio de Mónaco             | Circuito de Mónaco             | 18    |
| 2   | 2006, 2018 | Gran Premio de Italia             | Autodromo Nazionale di Monza   | 18    |
| 1   | 2003       | Gran Premio de los Estados Unidos | Indianapolis Motor Speedway    | 18    |
| 1   | 2004       | Gran Premio de Gran Bretaña       | Circuito de Silverstone        | 18    |
| 1   | 2005       | Gran Premio de San Marino         | Autodromo Enzo e Dino Ferrari  | 18    |
| 1   | 2005       | Gran Premio de Turquía            | Circuito de Estambul           | 18    |
| 1   | 2006       | Gran Premio de Hungría            | Hungaroring                    | 18    |
| 1   | 2007       | Gran Premio de Australia          | Circuito de Albert Park        | 18    |
| 1   | 2007       | Gran Premio de Bélgica            | Circuito de Spa-Francorchamps  | 18    |
| 1   | 2008       | Gran Premio de Francia            | Circuito de Nevers Magny-Cours | 18    |

### Vueltas rápidas en Fórmula 1
| Nº | Años                               | Gran Premio                       | Circuitos                          | Total |
| -- | ---------------------------------- | --------------------------------- | ---------------------------------- | ----- |
| 6  | 2002, 2003, 2006, 2007, 2013, 2017 | Gran Premio de Australia          | Circuito de Albert Park            | 46    |
| 4  | 2005, 2007, 2008, 2012             | Gran Premio de Gran Bretaña       | Circuito de Silverstone            | 46    |
| 4  | 2005, 2006, 2008, 2015             | Gran Premio de Canadá             | Circuito Gilles Villeneuve         | 46    |
| 4  | 2005, 2007, 2008, 2016             | Gran Premio de Hungría            | Hungaroring                        | 46    |
| 3  | 2005, 2006, 2008                   | Gran Premio de Italia             | Autodromo Nazionale di Monza       | 46    |
| 3  | 2003, 2008, 2014                   | Gran Premio de Mónaco             | Circuito de Mónaco                 | 46    |
| 2  | 2004, 2005                         | Gran Premio de Alemania           | Hockenheimring                     | 46    |
| 2  | 2005, 2007                         | Gran Premio de Brasil             | Autódromo José Carlos Pace         | 46    |
| 2  | 2007, 2008                         | Gran Premio de Turquía            | Circuito de Estambul               | 46    |
| 2  | 2005, 2008                         | Gran Premio de Francia            | Circuito de Nevers Magny-Cours     | 46    |
| 2  | 2004, 2008                         | Gran Premio de Bélgica            | Circuito de Spa-Francorchamps      | 46    |
| 2  | 2005, 2012                         | Gran Premio de Malasia            | Circuito Internacional de Sepang   | 46    |
| 1  | 2003                               | Gran Premio de Europa             | Nürburgring                        | 46    |
| 1  | 2005                               | Gran Premio de Japón              | Circuito de Suzuka                 | 46    |
| 1  | 2005                               | Gran Premio de China              | Circuito Internacional de Shanghái | 46    |
| 1  | 2007                               | Gran Premio de los Estados Unidos | Indianapolis Motor Speedway        | 46    |
| 1  | 2008                               | Gran Premio de España             | Circuito de Barcelona-Cataluña     | 46    |
| 1  | 2008                               | Gran Premio de Singapur           | Circuito callejero de Marina Bay   | 46    |
| 1  | 2013                               | Gran Premio de la India           | Circuito Internacional de Buddh    | 46    |
| 1  | 2015                               | Gran Premio de Baréin             | Circuito Internacional de Baréin   | 46    |
| 1  | 2017                               | Gran Premio de Rusia              | Autódromo de Sochi                 | 46    |
| 1  | 2018                               | Gran Premio de Austria            | Red Bull Ring                      | 46    |

## Resultados

### Fórmula 1
(Clave) (negrita indica pole position) (cursiva indica vuelta rápida)

| Año     | Escudería                 | 1       | 2       | 3       | 4       | 5       | 6       | 7       | 8       | 9       | 10      | 11      | 12      | 13      | 14      | 15      | 16      | 17      | 18      | 19     | 20      | 21      | 22      | Pos. | Puntos |
| ------- | ------------------------- | ------- | ------- | ------- | ------- | ------- | ------- | ------- | ------- | ------- | ------- | ------- | ------- | ------- | ------- | ------- | ------- | ------- | ------- | ------ | ------- | ------- | ------- | ---- | ------ |
| 2001    | Red Bull Sauber Petronas  | AUS 6   | MYS Ret | BRA Ret | SMR Ret | ESP 8   | AUT 4   | MON 10  | CAN 4   | EUR 10  | FRA 7   | GBR 5   | GER Ret | HUN 7   | BEL DNS | ITA 7   | USA Ret | JPN Ret |         |        |         |         |         | 10.º | 9      |
| 2002    | West McLaren Mercedes     | AUS 3   | MYS Ret | BRA 12† | SMR Ret | ESP Ret | AUT Ret | MON Ret | CAN 4   | EUR 3   | GBR Ret | FRA 2   | GER Ret | HUN 4   | BEL Ret | ITA Ret | USA Ret | JPN 3   |         |        |         |         |         | 6.º  | 24     |
| 2003    | West McLaren Mercedes     | AUS 3   | MYS 1   | BRA 2   | SMR 2   | ESP Ret | AUT 2   | MON 2   | CAN 6   | EUR Ret | FRA 4   | GBR 3   | GER Ret | HUN 2   | ITA 4   | USA 2   | JPN 2   |         |         |        |         |         |         | 2.º  | 91     |
| 2004    | West McLaren Mercedes     | AUS Ret | MYS Ret | BHR Ret | SMR 8   | ESP 11  | MON Ret | EUR Ret | CAN 5   | USA 6   | FRA 7   | GBR 2   | GER Ret | HUN Ret | BEL 1   | ITA Ret | CHN 3   | JPN 6   | BRA 2   |        |         |         |         | 7.º  | 45     |
| 2005    | West McLaren Mercedes     | AUS 8   | MYS 9   | BHR 3   | SMR Ret | ESP 1   | MON 1   | EUR 11† | CAN 1   | USA DNS | FRA 2   | GBR 3   | GER Ret |         |         |         |         |         |         |        |         |         |         | 2.º  | 112    |
| 2005    | Team McLaren Mercedes     |         |         |         |         |         |         |         |         |         |         |         |         | HUN 1   | TUR 1   | ITA 4   | BEL 1   | BRA 2   | JPN 1   | CHN 2  |         |         |         | 2.º  | 112    |
| 2006    | Team McLaren Mercedes     | BHR 3   | MYS Ret | AUS 2   | SMR 5   | EUR 4   | ESP 5   | MON Ret | GBR 3   | CAN 3   | USA Ret | FRA 5   | GER 3   | HUN Ret | TUR Ret | ITA 2   | CHN Ret | JPN 5   | BRA 5   |        |         |         |         | 5.º  | 65     |
| 2007    | Scuderia Ferrari Marlboro | AUS 1   | MYS 3   | BHR 3   | ESP Ret | MON 8   | CAN 5   | USA 4   | FRA 1   | GBR 1   | EUR Ret | HUN 2   | TUR 2   | ITA 3   | BEL 1   | JPN 3   | CHN 1   | BRA 1   |         |        |         |         |         | 1.º  | 110    |
| 2008    | Scuderia Ferrari Marlboro | AUS 8†  | MYS 1   | BHR 2   | ESP 1   | TUR 3   | MON 9   | CAN Ret | FRA 2   | GBR 4   | GER 6   | HUN 3   | EUR Ret | BEL 18† | ITA 9   | SIN 15† | JPN 3   | CHN 3   | BRA 3   |        |         |         |         | 3.º  | 75     |
| 2009    | Scuderia Ferrari Marlboro | AUS 15† | MYS 14  | CHN 10  | BHR 6   | ESP Ret | MON 3   | TUR 9   | GBR 8   | GER Ret | HUN 2   | EUR 3   | BEL 1   | ITA 3   | SIN 10  | JPN 4   | BRA 6   | ABU 12  |         |        |         |         |         | 6.º  | 48     |
| 2012    | Lotus F1 Team             | AUS 7   | MYS 5   | CHN 14  | BHR 2   | ESP 3   | MON 9   | CAN 8   | EUR 2   | GBR 5   | GER 3   | HUN 2   | BEL 3   | ITA 5   | SIN 6   | JPN 6   | RCO 5   | IND 7   | ABU 1   | USA 6  | BRA 10  |         |         | 3.º  | 207    |
| 2013    | Lotus F1 Team             | AUS 1   | MYS 7   | CHN 2   | BHR 2   | ESP 2   | MON 10  | CAN 9   | GBR 5   | GER 2   | HUN 2   | BEL Ret | ITA 11  | SIN 3   | RCO 2   | JPN 5   | IND 7   | ABU Ret | USA     | BRA    |         |         |         | 5.º  | 183    |
| 2014    | Scuderia Ferrari          | AUS 7   | MYS 12  | BHR 10  | CHN 8   | ESP 7   | MON 12  | CAN 10  | AUT 10  | GBR Ret | GER 11  | HUN 6   | BEL 4   | ITA 9   | SIN 8   | JPN 12  | RUS 9   | USA 13  | BRA 7   | ABU 10 |         |         |         | 12.º | 55     |
| 2015    | Scuderia Ferrari          | AUS Ret | MYS 4   | CHN 4   | BHR 2   | ESP 5   | MON 6   | CAN 4   | AUT Ret | GBR 8   | HUN Ret | BEL 7   | ITA 5   | SIN 3   | JPN 4   | RUS 8   | USA Ret | MEX Ret | BRA 4   | ABU 3  |         |         |         | 4.º  | 150    |
| 2016    | Scuderia Ferrari          | AUS Ret | BHR 2   | CHN 5   | RUS 3   | ESP 2   | MON Ret | CAN 6   | EUR 4   | AUT 3   | GBR 5   | HUN 6   | GER 6   | BEL 9   | ITA 4   | SIN 4   | MYS 4   | JPN 5   | USA Ret | MEX 6  | BRA Ret | ABU 6   |         | 6.º  | 186    |
| 2017    | Scuderia Ferrari          | AUS 4   | CHN 5   | BHR 4   | RUS 3   | ESP Ret | MON 2   | CAN 7   | AZE 14† | AUT 5   | GBR 3   | HUN 2   | BEL 4   | ITA 5   | SIN Ret | MYS DNS | JPN 5   | USA 3   | MEX 3   | BRA 3  | ABU 4   |         |         | 4.º  | 205    |
| 2018    | Scuderia Ferrari          | AUS 3   | BHR Ret | CHN 3   | AZE 2   | ESP Ret | MON 4   | CAN 6   | FRA 3   | AUT 2   | GBR 3   | GER 3   | HUN 3   | BEL Ret | ITA 2   | SIN 5   | RUS 4   | JPN 5   | USA 1   | MEX 3  | BRA 3   | ABU Ret |         | 3.º  | 251    |
| 2019    | Alfa Romeo Racing         | AUS 8   | BHR 7   | CHN 9   | AZE 10  | ESP 14  | MON 17  | CAN 15  | FRA 7   | AUT 9   | GBR 8   | GER 12  | HUN 7   | BEL 16  | ITA 15  | SIN Ret | RUS 13  | JPN 12  | MEX Ret | USA 11 | BRA 4   | ABU 13  |         | 12.º | 43     |
| 2020    | Alfa Romeo Racing ORLEN   | AUT Ret | EST 11  | HUN 15  | GBR 17  | 70A 15  | ESP 14  | BEL 12  | ITA 13  | TOS 9   | RUS 14  | EIF 12  | POR 12  | EMI 9   | TUR 15  | BHR 15  | SAK 14  | ABU 12  |         |        |         |         |         | 16.º | 4      |
| 2021    | Alfa Romeo Racing ORLEN   | BHR 11  | EMI 13  | POR Ret | ESP 12  | MON 11  | AZE 10  | FRA 17  | EST 11  | AUT 15  | GBR 15  | HUN 10  | BEL 18  | NED WD  | ITA WD  | RUS 8   | TUR 12  | USA 13  | MEX 8   | SÃO 12 | QAT 14  | ARA 15  | ABU Ret | 16.º | 10     |
| Fuente: |                           |         |         |         |         |         |         |         |         |         |         |         |         |         |         |         |         |         |         |        |         |         |         |      |        |

### Campeonato Mundial de Rally
| Año  | Equipo               | Automóvil               | 1      | 2       | 3     | 4     | 5   | 6      | 7      | 8      | 9       | 10      | 11      | 12      | 13      | Pos. | Puntos |
| ---- | -------------------- | ----------------------- | ------ | ------- | ----- | ----- | --- | ------ | ------ | ------ | ------- | ------- | ------- | ------- | ------- | ---- | ------ |
| 2009 | Tommi Mäkinen Racing | Fiat Grande Punto S2000 | IRE    | NOR     | CYP   | POR   | ARG | ITA    | GRE    | POL    | FIN Ret | AUS     | ESP     | GBR     |         | NC   | 0      |
| 2010 | Citroën Junior Team  | Citroën C4 WRC          | SWE 29 | MEX Ret | JOR 8 | TUR 5 | NZL | POR 10 | BUL 11 | FIN 25 | GER 7   | JPN Ret | FRA Ret | ESP DNS | GBR 8   | 10.º | 25     |
| 2011 | ICE 1 Racing         | Citroën DS3 WRC         | SWE 8  | MEX     | POR 7 | JOR 6 | ITA | ARG    | GRE 7  | FIN 9  | GER 6   | AUS WD  | FRA Ret | ESP Ret | GBR Ret | 10.º | 34     |